# 臺灣日治時期年表
西元1895年4月17日，清日兩國簽訂《馬關條約》，甲午戰爭戰敗的清帝國放棄福建臺灣省之主權，並讓予日本帝國。同年11月18日，日軍正式消滅臺灣民主國，臺灣正式進入日治時代。西元1945年8月15日，日本昭和天皇宣布無條件投降，並且簽署《終戰詔書》，中華民國政府於同年10月25日代表太平洋戰區盟軍接收臺灣，50年日治時期正式結束。

## 明治時期

### 明治廿八年（1895年）
- 3月20日，日本與大清雙方代表於下關港，講和交涉開始。
- 3月23日，日本陸軍比志島支隊登陸澎湖。
- 3月26日，比志島支隊攻佔馬公城，清軍全部逃離澎湖，澎湖之役終焉。
- 3月30日，日本與大清之休戰協定成立。
- 4月17日，日本與大清雙方代表於下關港簽署《下關條約》，福建臺灣省的主權正式轉移。
- 5月8日，於清國芝罘交換日清講和條約批准書，清朝在台灣領土歸日本領土。
- 5月10日，唐景崧公告創建臺灣民主國。
- 5月10日，日本海軍中將樺山資紀擢升為大將，並成為首任臺灣總督。
- 5月13日，下關條約批准并公告。
- 5月15日，末任巡撫唐景崧發布〈臺民布告〉。[1]
- 5月21日，水野遵被任命為臺灣總督府民政局長。
- 5月24日，樺山資紀搭乘橫濱丸自廣島宇品出發前往接收臺灣。
- 5月25日，臺灣民主國成立，唐景崧出任大總統，劉永福擔任大將軍，丘逢甲任義勇軍首領，並發布〈臺灣民主國獨立宣言〉。
- 5月29日，日軍於澳底登陸。
- 6月2日，樺山資紀與李經芳在基隆外海，完成臺灣主權的交接。
- 6月3日，日本近衛師團攻陷獅球嶺砲台並佔領基隆，民主國軍隊退回臺北城引發動亂。
- 6月5日，樺山資紀於基隆上陸，於基隆舊稅關建築內設臨時總督府。
- 6月5日，大總統唐景崧從淡水搭乘德國郵輪ア－サ－號逃亡廈門。
- 6月7日，日本近衛師團佔領臺北城。
- 6月9日，樺山資紀寄兩箱臺灣芭蕉獻給日本天皇，為臺灣產的芭蕉獻上天皇的開始。
- 6月14日，樺山資紀等文武官僚進入臺北城。
- 6月14日，臺灣事務局官制公布。
- 6月17日，臺灣總督府開廳，舉行總督府始政式，是日定為臺灣始政紀念日。
- 6月17日，臺灣與清國福州電信局開始通信，開始收發公眾電報。
- 6月22日，日本近衛師團佔領新竹城。
- 6月25日，臨時臺灣電信建設部官制，以及臨時臺灣燈標建設部官制公布。
- 6月28日，臨時臺灣地方官官制制定。
- 6月28日，日本船姬路丸於澎湖島北島附近，觸礁沉沒。
- 6月28日，日本第十六水雷艇於澎湖島近海遭遇海難。
- 7月1日，臺灣野戰郵便開始營運。
- 7月6日，《臺灣人民之軍事犯處分令》開始施行，及《臺灣租稅蠲免》發布。
- 7月19日，日本外務大臣對各國公使發布臺灣領有權宣言。
- 7月29日，近衛師團從台北出發進入新竹城，進行第二期攻擊行動。
- 8月1日，樺山總督發出運動體育注意訓示，呼籲小心臺灣炎熱天氣。
- 8月5日，股部露出禁止，日本內地人於臺灣禁止露出大腿外出行動。
- 8月7日，臺灣島與菲律賓群島間，日本與西班牙國版圖境界協議完成。
- 8月7日，日本混成第四旅團長伏見宮貞愛親王抵達臺灣總督府。
- 8月8日，臺灣保良局設立。
- 8月15日，近衛師團攻佔苗栗。
- 8月20日，陸軍中將子爵高島鞆之助任臺灣副總督。
- 8月20日，樺山總督對劉永福發出勸降書。
- 8月26日，近衛師團攻佔臺中。
- 8月27日，近衛師團攻佔彰化城。
- 9月2日，民政局殖產部押川則吉與臺北縣知事橋口文藏，派人前往大嵙崁招撫原住民。
- 9月5日，因暴風雨造成淡水河氾濫，臺北艋舺及大稻埕各街淹水。
- 9月7日，阿片吸食禁止，日本軍人軍屬軍夫禁止吸食。
- 9月9日，獨立工兵中隊搭乘海城丸於航行中發生霍亂（コレラ）傳染，被集中在彰化北斗做陸上隔離。
- 9月11日，乃木希典第二師團抵達基隆。
- 9月13日，臺灣總督府民政局轄下設立地租調查委員會。
- 9月14日，彰化附近滯留的近衛師團感染熱病人數眾多，一個中隊健全者僅剩三四十名。
- 9月16日，日本憲兵八百三十一名抵達基隆。
- 9月16日，臺北東瀛書院內設立南進軍司令部，副總督高島鞆之助任司令官。
- 9月22日，臺灣總督府下設立法令取調委員會。
- 9月23日，臺灣鐵道隊抵達基隆。
- 9月24日，《臺灣礦業規則》發布。
- 9月27日，於臺灣各地開始配置警察官。
- 9月29日，近衛步兵第二旅團長陸軍少將山根信成，進軍彰化時感染瘧疾而陣亡，享年四十五。
- 10月7日，近衛師團左側支隊攻佔雲林，日軍死傷三十餘人，臺民死傷六百餘人。
- 10月8日，南進軍司令部對居住在臺南及安平的外國人，發布退避告知書。
- 10月9日，近衛師團攻佔嘉義城，日軍死傷十二人，臺民死傷三百餘人被俘四百餘人。
- 10月10日，混成第四旅團於布袋嘴登陸。
- 10月10日，英國領事搭乘英國軍艦ピック號抵達澎湖，向有地常備艦隊司令官交付劉永福所託之書信。
- 10月11日，乃木希典所率之第二師團登陸枋藔。
- 10月11日，高島鞆之助副總督退回劉永福之講和書。
- 10月12日，第二師團佔領東港。
- 10月15日，常備艦隊砲擊打狗砲臺，陸戰隊隨即佔領砲臺。
- 10月16日，第二師團佔領鳳山城。
- 10月16日，劉永福經由軍艦秋津洲第三度送講和書，到布袋嘴外海的南進軍司令部。
- 10月17日，南進軍司令部登陸布袋嘴，抵達鹽水港。
- 10月18日，臺灣度量衡販賣規則發布。
- 10月18日，近衛師團長北白川宮能久親王開始發高燒。
- 10月18日，淡水福州間海底電信開通。
- 10月19日，台灣民主國大將軍劉永福逃至廈門，台灣民主國崩潰。
- 10月19日，混成第四旅團佔領蔴豆。
- 10月20日，混成第四旅團攻抵曾文溪。
- 10月21日，第二師團山口支隊臺南入城，陸戰隊佔領安平砲臺俘虜五千清兵。
- 10月22日，病懨懨的北白川宮能久親王被用擔架抬進臺南城。
- 10月23日，被俘虜之五千清兵在安平搭乘旅順丸，運往清國金門島。
- 10月28日，北白川宮能久親王上午七時逝世。
- 10月30日，砂金署章程竝砂金採取規則制定。
- 10月31日，官有林野及樟腦製造取締規則發布。
- 11月1日，《清國人臺灣上陸條例》發布。
- 11月6日，南進軍編制解除。
- 11月17日，《臺灣住民刑罰令》、《臺灣治罪令》、《臺灣民事訴訟令》及《臺灣監獄令》發布。
- 11月18日，日本完成對殖民地的完全接收，臺灣總督樺山資紀向京都大本營報告「全島悉予平定」。
- 11月19日 日令第35號《臺灣及澎湖島住民退去條規》發布。
- 11月20日，阿片罪不問，臺灣住民刑罰令中臺灣人阿片烟相關罪責免除。
- 11月27日，氣象電報開始，由臺灣總督府向香港觀象臺發送氣象電報，乃臺灣氣象電報向國際發送的開始。
- 12月4日，樺山資紀總督跑到北投溫泉，做病院建設地視察。
- 12月8日，故北白川宮追悼會在總督府西轅門廣場舉行。
- 12月14日，日本內務省衛生局長後藤新平對臺灣鴉片制度提出意見書，第一案嚴禁與第二案漸禁方法兩案具陳。
- 12月18日，在原本東瀛書院處興建淡水館，當作臺北文武官員的娛樂場所。
- 12月21日，澎湖島電信通信所開設。
- 12月23日，臺灣總督府內設置臺灣語講習所，為雇員以上階級傳授臺灣閩南語。
- 12月23日，臺南鳳山間軍路建設完成。
- 12月26日，恆春兵站電信所開設。
- 12月27日，西部標準時訂定，以東經120度子午線為基準，訂定台灣、澎湖、八重山宮古島為西部標準時間。
- 12月28日，鳳山打狗間軍路建設完成。
- 12月30日，宜蘭地方土匪蜂起，首領林大北及林李成，襲擊頂雙溪和瑞芳。
- 12月31日，半夜在觀音山頂烽火燃起，同時間數百名土匪聚集襲擊臺北城南門。

### 明治廿九年（1896年）
- 1月1日，北部抗日首領陳秋菊與新竹胡阿錦，率領部眾襲擊臺北城，兩三百名在東南門與日本守備兵交火。
- 1月1日，總督府雇員以上階級被交付槍枝，編成備急隊防衛臺北城。
- 1月1日，抗日群眾襲擊八芝蘭，住士林的日本學務部員楫取道明等六名老師被殺害。
- 1月1日，三百餘名抗日人士襲擊宜蘭城西門，其中84名遭到日軍擊斃。
- 1月3日，英國軍艦入港淡水，英軍水兵登陸保衛英國領事館。
- 1月7日，一千七百餘名抗日人士再度襲擊宜蘭城東、西、北門，首領有林維新、林大北、林慶來、林李成等人，此次包圍宜蘭城長達十日，其中約四百名被日軍擊斃。
- 1月10日，台灣各野戰郵局開始收發普通郵便。
- 1月17日，混成第七旅團攻擊抗日首領林李成與林大北，佔領礁溪。
- 1月18日，台灣本島原有之廟宮寺院保存相關諭示發布。
- 1月22日，內藤大佐率討伐隊燒毀陳秋菊在烏月庄的居所。
- 1月28日，台北城門夜間閉鎖，僅西門與北門可以進出。
- 1月28日，混成第七旅團自登陸蘇澳開始討伐以來，殺戮一千五百名抗日人士。
- 1月30日，臺灣阿片令（日语：台湾阿片令）發布。
- 1月31日，混成第七旅團在宜蘭民壯圍攻擊行動中，殺害一百零九名抗日人士。
- 2月3日，李春生敘勳六等。
- 2月5日，臺灣本島派遣艦隊以澎湖島馬公港為常碇泊地。
- 2月8日，台南曾文溪間輕鐵竣工。
- 2月14日，中南部道路完成，自台中起經彰化、嘉義、台南、鳳山到打狗的道路竣工。
- 2月16日，混成第七旅團於宜蘭方面自行動開始以來殺戮抗日人士2454人，憲兵部殺戮了377人。
- 2月24日，一般阿片輸入禁止，但藥用阿片使用被許可。
- 2月29日，二月以來搜查部隊在台灣武器搜查的同時進行戶口調查，乃臺灣島首次的戶口調查。
- 3月2日，英國商船アムバ－號在澎湖島海域觸礁，24名船員獲救。
- 3月5日，匪徒鎮定島民綏撫諭示發布。
- 3月5日，因應腳氣病流行，臺灣總督府內文武官員供應麥飯。
- 3月16日，南部軍路完成，鳳山東港間以及台南蕃薯藔間軍路完成。
- 3月27日，大甲溪以南兵器搜索任務結束。
- 3月30日，法律六三號公布，以此臺灣總督在管轄區域內發布的命令，具有法律的效力。
- 3月31日，臺灣總督府條例竝民政局官制公布。
- 3月31日，軍政撤廢，回復民政。
- 3月31日，台灣地方官制公布，台灣島設臺北、臺中、臺南三縣及澎湖島一廳，設撫墾署掌理原住民區域事務。
- 3月31日，臺灣諸官制發布，總督府稅關、直轄學校、郵便及電信局、燈臺所、測候所、製藥所各官制，總督府評議令章程及文官特別任用令發布。
- 3月31日，日本內閣中設置拓務省，掌理臺灣及北海道之政務。
- 3月31日，日本藝妓第一次來到臺灣，臺北西門街料理業養氣樓招聘藝妓小花，為日本內地人藝妓來台的第一人。
- 6月2日，桂太郎出任第二任臺灣總督。
- 6月12日，臺灣總督府基隆築港調查開始。
- 6月28日，日本林杞埔憲兵屯所(今南投竹山)被300名抗日人士包圍，激戰之後日本憲兵隊不敵而往雲林撤退。
- 7月1日，於臺北士林街芝山巖，舉行學務官僚遭難建碑式。
- 8月28日，臺北縣滬尾水道工事開始進行。
- 9月2日，恆春國語傳習所分教場在豬朥束社設立，乃臺灣原住民教育的第一步。
- 9月13日，大嵙崁大平庄原住民出草，共23個臺灣人頭被砍下。
- 9月25日，陸軍中尉長野義虎完成橫貫中央山脈壯舉。
- 10月14日，乃木希典出任第三任臺灣總督。
- 12月9日，大倉喜八郎（日语：大倉喜八郎）來台視察。
- 12月20日，臺中縣測候所完成，開始進行氣象觀測。
- 12月27日，乃木希典的母親ひさこ(壽子)仙逝，生前希望與子永住台灣，故葬於臺北三板橋墓地，享年69。

### 明治三十年（1897年）
- 1月3日，東京帝國大學教授緒方正規及山極勝三郎在臺完成ペスト病(鼠疫)之調查研究，返回東京。
- 1月9日，臺北電燈會社，發行股票募集資金。
- 1月9日，襲擊水返腳約一百名抗日人士，遭到日軍擊退。
- 1月10日，花蓮港守備隊與在地原住民發生激戰後佔領新城，將校以下死傷十五名。
- 1月10日，襲擊鳳山約六百名抗日人士，遭到日軍守備隊擊退。
- 1月11日，陸軍大尉深堀安一郎以下十五名，出發進行埔里社花蓮港間中央山脈橫斷道路探險。
- 1月12日，日本皇太后逝世，本日起五天內禁止發棺、死刑執行及囚人服勞役暫停，禁止唱歌跳舞。
- 1月18日，教育勅語漢譯文公布。
- 1月18日，大屯山下大雪。
- 1月19日，新營庄守備隊於大石公附近遭到八十名抗日人士包圍襲擊，守備隊死傷十六人。
- 1月21日，臺灣鴉片令發布。
- 1月29日，湯地中佐指揮攻擊太魯閣蕃開始。
- 1月31日，因日本皇太后逝世，減刑諭告發布。
- 2月1日，臺灣貨幣及銀行之政務，歸屬日本大藏大臣管轄之件發布。
- 2月9日，嘉義地方降霜，農作物受害頗巨。
- 2月12日，宜蘭強震，自同治7年之後時隔30年後最大地震。
- 3月25日，深堀安一郎大尉一行自トロック社出發攀越アプ山前往カシッシッ後，行蹤不明。
- 2月15日，太魯閣蕃討伐中止。
- 2月19日，鯉登大尉一行自烏來屈尺ウライ社出發，經リモガン社等抵達宜蘭。
- 2月24日，總督府特別會計法公布。
- 2月27日，抗日首領陳代能等八十名，向坪林尾守備隊請求歸順。
- 3月2日，太平頂抗日首領陳貓選被捕獲。
- 3月11日，步兵少佐菊地主殿等文武官員一行，搭乘福井丸前往蘭嶼探險。
- 3月14日，俄羅斯帝國軍艦ルコニロフ號，進入澎湖。
- 3月14日，臺北電燈總會舉行創立總會。
- 3月16日，臺灣契稅規則發布。
- 3月17日，臺灣中央衛生會規則發布。
- 3月19日，攝津丸自卑南沿東海岸航行入港基隆，乃臺灣來回東海岸營運商船的開始。
- 3月19日，日本皇后陛下對在台因鎮撫土匪而失去手足的軍人，賜予義肢。
- 3月24日，澎湖萬歲井紀念碑，舉行落成式。
- 3月24日，日本郵船會社經營福州、廈門經香港到基隆、淡水及打狗的航線，開始營運。
- 3月30日，臺灣銀行法發布。[2][a]
- 3月30日，臺北東門學校開校，乃臺灣小學校的嚆矢。
- 4月1日，臺灣鐵道事務自陸軍臨時臺灣鐵道隊，移轉給臺灣總督府民政局。
- 4月1日，國語學校講習員與特別科學生，以及臺北國語傳習所學生於淡水館舉行卒業證書授與式，乃木希典到場。
- 4月5日，約六十名土匪襲擊礁溪。
- 4月6日，臺北製氷株式會社設立。
- 4月12日，臺灣總督府巡查看守教習所官制公布。
- 4月16日，臺灣戒嚴令施行之件公布。
- 4月18日，臺北米穀市場創立總會於大稻埕建昌街公會堂舉行。
- 4月20日，痘漿接種禁止，禁止將牛痘痘瘡患者之痘漿痘痂接種於人體。
- 4月21日，臺灣各開港市場中，外國人雜居地制定。
- 4月23日，英國女皇即位六十年紀念祝典於英國領事館舉行，乃木希典到場。
- 4月24日，林少貓率眾約四百名襲擊東港，接著轉包圍潮州庄憲兵屯所。
- 4月26日，駐在打狗的西班牙領事，ユーリクオルチッズ到任。
- 4月27日，訓令本島駐紮軍隊糧食使用臺灣米。
- 4月27日，宜蘭臺東埔里社三個地方，土民軍採用。
- 4月28日，東港潮州附近土匪蜂起交通中斷，派軍艦海門往東港迴行聯絡。
- 4月29日，外國人土地建物賣渡規則發布。
- 4月30日，臺南地方自三月二十三日鼠疫開始爆發以來，患者共一百四十三名，其中九十七人死亡。
- 4月31日，臺北藥業組合設立。
- 5月1日，臺灣本島人因為入籍日本期限逼近，加上土匪到處張貼謠言檄文，本島資產家不少往中國搬遷。
- 5月8日，日清講和條約中臺灣住民去就決定日到期，臺北縣中有一千五百七十四人，臺中縣有三百零一人，臺南縣有四千五百餘人，澎湖島有八十一人的住民選擇離開臺灣。
- 5月8日，抗日首領陳秋菊一群於拂曉襲擊台北城，在大稻埕放火劫掠，在憲兵及警察官反擊後撤退，首領詹振以下兩百餘名遭擊斃。
- 5月8日，臺灣日報日刊新聞號發刊。
- 5月13日，三張犁聚集土匪遭日軍攻擊，四十四名被戮。
- 5月15日，京都角力大碇一行自本日開始，於臺北新起街芝居小屋跡，舉行表演。
- 5月16日，臺灣與日本間海底電線布設竣工。
- 5月16日，大稻埕警察署設置。
- 5月16日，大阪商船會設基隆支店設置，並於臺北設置出張所。
- 5月26日，國語學校女子部開設，乃臺灣本島人女子教育的發端。
- 5月26日，臺北市區計劃委員會設置。
- 5月27日，地方制度改正，臺北、新竹、臺中、嘉義、臺南、鳳山六縣，以及宜蘭、臺東、澎湖三廳設置，廳下撫墾署改為辨務署。
- 5月27日，臺灣總督府醫院官制公布。
- 5月27日，街庄社長設置公布。
- 5月27日，銃砲火藥取締規則發布。
- 5月27日，醫院長任命，民政局技師山口秀高任臺北縣醫院長，鈴木文雄任臺南縣醫院長，原勇四郎任臺中醫院長。
- 5月30日，臺灣住民內地渡航規則發布。
- 5月30日，臺北市內共同便所新設。
- 6月1日，內臺間電信開始，日本跟臺灣間電報發報接收開始，但僅限於官方電報。
- 6月2日，英國軍艦プロパ－號，靠港淡水。
- 6月6日，臺北出火，臺北市北門外街祝融肆虐，共有60多戶遭到焚毀。
- 6月18日，國語學校第四附屬學校併置，入學之日本內地人兒童男生三十七名女生二十四名，為日本內地人兒童在台灣受教育之發端。
- 6月21日，生蕃內地觀光，臺灣總督府為了教育臺灣原住民，招待原住民首領前往日本觀光...。
- 6月28日，新高山命名，臺灣最高峰被命名新高山。
- 7月1日，辨務署長需擔任民事訴訟調停的工作，命令公布。
- 7月1日，臺灣私設鐵道用地之地租免除之件發布。
- 7月1日，北投療養所新築工事開始。
- 7月7日，臺灣死刑執行規則發布。
- 7月11日，臺北本島人紳商組成衛生合資會社，經營之屠獸市場開業。
- 7月16日，臺灣與日本兩地間公眾電報，開始營運。
- 7月17日，尾上少佐率領二中隊，上大屯山剿土匪。
- 7月20日，曾根靜夫上任臺灣民政局長。
- 8月5日，蕃人內地觀光，藤根技師帶領被招待的臺灣原住民頭目マロ以下11名，出發前往日本觀光...。
- 8月8日，因暴風雨襲擊，臺北淡水河上架設的大橋橋梁墜河流失。
- 8月18日，鳳山疑獄事件，鳳山縣書記官柴原龜二以下七名因監守盜罪遭到拘捕。
- 8月18日，日軍佐藤少佐及石塚大尉在雲林受到抗日群眾襲擊時，率隊退卻跑去躲起來，遭判決流刑二十年。
- 8月27日，臺灣軍用電信線改列為普通電信線，規遞信大臣及臺灣總督管轄。
- 8月29日，臺灣樟腦油稅則發布。
- 8月31日，拓殖務省官制廢止，改於日本內閣中設置臺灣事務局。
- 9月1日，臺灣總督府下設置生蕃取締調查委員。
- 9月1日，銀貨公納內定，日本政府供應一圓銀貨以支應公納支出。
- 9月7日，臺灣總督府民政局縣治課長高橋虎太搭乘軍艦天龍號跑去龜山島探險五天，今日回府。
- 9月7日，北部抗日首領盧阿爺一群人襲擊八芝蘭石閣庄村莊，搶奪財物及擄走民眾八十三人。
- 9月21日，恆春地方法院院長八田一精轉任澎湖島地方法院長。
- 10月1日，臺灣各地方廳轄下之辨務署，自本年七月開辦以來全部設置開廳。
- 10月1日，山口秀高醫院長出差到香港及新加坡視察。
- 10月1日，故北白川宮靈祠，決定在臺北圓山設立。
- 10月12日，英國軍艦フイニックス號，入港淡水。
- 10月20日，一圓銀貨公納使用規則發布。
- 10月20日，國語學校移轉到臺北南門新築校舍，舉行開校式。
- 10月23日，台灣協會發起會於臺北建昌街舉行。
- 10月23日，對院長免除命令不服的高野孟矩提出的歸任屆，遭總督乃木希典退回。
- 10月28日，鐵道用材料土石竹類等，無償供應台灣鐵道敷設工事的創業者。
- 11月1日，臺灣總督府構內設置電信取扱所。
- 11月14日，火燒島及紅頭嶼管轄權，歸屬臺東廳管轄。
- 11月14日，乃木希典出發到大湖苗栗附近，作蕃地視察。
- 11月14日，有鑑於臺灣原住民及土匪攻擊猛烈，新竹廳與宜蘭廳轄下各要地設置警丁。
- 11月15日，苗栗、彰化及雲林三處地方法院關閉。
- 11月22日，六十名抗日人士襲擊太平頂，後遭擊退。
- 11月27日，由臺南教育會主辦，舉行孔聖祭典。
- 11月28日，宜蘭、臺東及埔里社三處，各自募集護鄉兵八十名。
- 11月30日，抗日人士襲擊鹽水港辨務署，石原辨務署遭殺害。
- 12月1日，臺灣第一所幼稚園-臺南幼稚園設立，首任園長蔡夢熊。
- 12月15日，日本政府開始對臺灣本島人勸誘，加入郵便貯金。
- 12月18日，臺灣俱樂部創立總會於臺灣總督府內舉行。
- 12月18日，高野孟矩事件在臺灣輿論間沸騰，台灣總督府高等法院院長兼法務部長高野孟矩因糾舉總督府內高官貪汙而遭免兩項職務。
- 12月19日，劇場浪花座開幕，為臺北市第一家劇場。
- 12月19日，臺北測候所移轉到新築廳舍。
- 12月20日，米穀市場移轉到新築廳舍開業。
- 12月24日，汽船奈良丸在澎湖吉貝島海域沉沒，僅5人生還，溺斃者勝沼船長以下乘組員60餘名，乘客26名，安田海軍中佐以下約70名軍人皆溺死。
- 12月25日，打狗及安平警報信號所設置。

### 明治卅一年（1898年）
- 1月7日，日臺學校自台北大稻埕千秋街，移轉到建昌街。
- 1月8日，埔社護鄉兵開始日本語教育。
- 1月9日，法院以及行政廳所設置之訴箱，公告廢止。
- 1月10日，抗日人士林慶以下61名，向坪林尾分遣隊自首。
- 1月18日，淡水館開放，供市民集會及娛樂場使用。
- 1月22日，臺北商會舉行發會式。
- 1月30日，警報信號所設置於基隆三沙灣鼻，以及媽宮城小西門外。
- 2月8日，臺灣事務局移管，原本臺灣總督府條例中臺灣總督受內閣總理大臣監督改成內務大臣轄下，臺灣事務局移至內務省。
- 2月13日，七堵竹仔藔隧道舉行開通式。
- 2月14日，臺北電燈會社決議解散。
- 2月15日，臺北人造肥料會社開始營業。
- 2月23日，臺北俱樂部發起人會，於十字屋舉行。
- 2月25日，臺南招魂祭，於北門外陸軍練兵場舉行。
- 2月26日，公告兒玉源太郎出任第四任臺灣總督。
- 3月2日，公告後藤新平出任臺灣總督府民政長官。
- 3月4日，臺灣總督府國語學校附屬學校內，設置中學科。
- 3月6日，南腦業組合，舉行開業式。
- 3月9日，混成第二旅團開始討伐抗日人士柯鐵、劉德杓以及林發。
- 3月10日，台灣北部抗日首領盧阿爺、簡大獅率領約四百人，襲擊磺溪頭憲兵屯所。
- 3月16日，法制局參事官石塚英藏，改任臺灣總督府參事官。
- 3月18日，臺灣中部發生鼠疫，在鹿港及彰化蔓延。
- 3月20日，抗日人士襲擊阿公店辨務署，財物被洗劫一空。
- 3月25日，被收監中的辜顯榮，免訴出獄。
- 3月28日，兒玉源太郎總督及後藤新平民政局長，到任。
- 4月3日，臺南測候所，新築落成。
- 4月5日，總督府判任文官及巡查看守，兼任土語通譯者可發給特別津貼。
- 4月15日，彰化貸座敷，公許地區制定。
- 4月23日，蕃情研究會組織設立。
- 4月29日，臺灣新報以及臺灣日報，廢刊。
- 4月30日，烟政(阿片)須知頒布。
- 5月1日，臺灣新報及臺灣日報廢刊後，由兩家合併而成的臺灣日日新報發刊。
- 5月1日，大阪公司解散，此乃大阪藤田、住友及台中林紹堂合組之樟腦製造販賣商會。
- 5月2日，臺中縣知事村上義雄，改任臺北縣知事。
- 5月3日，台灣住民擔任守備隊附屬軍役者，准予攜帶槍械。
- 5月10日，鵝鑾鼻燈臺，點火開始。
- 5月14日，臨時檢疫局事務官志賀潔來臺，進行鼠疫血清療法試用及鼠疫調查。
- 5月15日，兒玉總督為了臺北縣下艋舺養濟堂，發起慈善事業基金募集。
- 5月15日，共同礦業岀願規則，以及共同礦業總代規則發布。
- 5月21日，臺灣船籍規則，以及臺灣航路標識規則發布。
- 5月30日，彰化市街鼠疫盛行。
- 5月30日，臺北礦業組合，認可發布。
- 5月30日，台灣自本年初鼠疫傳染流行以來，患者共一千零一十六名、因鼠疫死亡七百零九人。
- 6月2日，臺北大工職組合成立。
- 6月2日，製藥所移轉到臺北小南門外新築廳舍。
- 6月7日，伊澤修二學務顧問到任。
- 6月9日，臺灣茶商公會役員選舉，并選出會長郭春秧，副會長松本龜次郎。
- 6月15日，大谷派本願寺學校，於臺北開設。
- 6月20日，臺灣總督府及地方官官制改正公布，臺北、臺中、臺南三縣及宜蘭、臺東、澎湖三廳設置，撫墾署廢止改設辨務署。
- 6月20日，三段警備法撤廢。
- 6月20日，警察官及司獄官練習所官制公布。
- 6月20日，總督府民政局改稱民政部，民政局長改稱民政長官。
- 6月22日，軍役壯丁規則發布。
- 6月26日，基隆慈善會舉行發會式。
- 6月28日，臺北北門新市場舉行落成式，大稻埕魚菜市場舉行開業式。
- 6月30日，郵便及電信局官制公布。
- 7月1日，臺南本島人公娼許可發布。
- 7月2日，公醫候補生規則發布。
- 7月3日，臺灣國語學校師範部學生，舉行第一屆卒業證書授與式。
- 7月5日，台北及新竹的火車站，開始販售一張五錢的入場券。
- 7月6日，警察官及司獄官練習所規則發布。
- 7月8日，醫院長任命，任命山口秀高為總督府醫院長、任命鈴木文雄為臺南醫院長，任命馬島珪之助為臺中醫院長。
- 7月16日，民事商事及刑事法律適用，律令發布。
- 7月17日，臺灣地籍規則及土地調查規則發布。
- 7月19日，法院條例改正，三級審制度改為二級審制度。
- 7月22日，混成第一旅團開始攻擊マイバライ社。
- 7月28日，臺灣公學校官制及臺灣小學校官制發布。
- 7月28日，後藤新平民政長官前往宜蘭礁溪公園，招撫投誠的抗日義民林火旺等三百多人，此為兒玉總督實行招撫抗日義民政策的第一次行動。
- 7月30日，日本一圓銀圓無限制通用，律令發布。
- 7月31日，台灣人開始擔任法院判官通譯，為台灣人判任官採用的發端。
- 7月31日，基隆大火，義重橋街住家共有102戶遭祝融焚毀。
- 8月2日，給仕學校舉行開校式。
- 8月6日，臺北大暴風雨，臺北房屋全倒者390戶，85人死亡。
- 8月7日，受到暴風雨襲擊，劇場臺北座及基隆守備隊兵舍倒塌。
- 8月14日，宜蘭歸順抗日志士改從事道路開鑿，舉行起工式。
- 8月26日，臺北艋舺蓮花街附近，夜間有匪徒出沒。
- 8月28日，臺灣總督府國語學校第三附屬學校規程發布，乃臺灣女子教育的開始。
- 8月31日，保甲條例發布。
- 9月1日，臨時臺灣土地調查局官制公布。
- 9月5日，臺灣土地調查局開廳。
- 9月10日，臺灣北部抗日匪徒簡大獅一派，於芝山巖舉行歸順宣誓式。
- 9月15日，雲林守備隊受抗日人士攻擊，將校以下死傷七名。
- 9月18日，北投匪徒出沒，佐佐木照山等三名受攻擊負傷。
- 9月23日，臺南娼妓治療所開幕了，舉行開所式。
- 9月25日，三角湧辨務署受到抗日人士包圍襲擊，日軍反擊臨機處分下處死二百零八人，燒毀家屋六十戶。
- 9月29日，總督府參事官室內，設置調查掛。
- 9月30日，臺灣協會組織完成，會報開始發刊。
- 9月30日，內地人就學兒童，全島三百三十人。
- 10月13日，清國人茶工券規則發布。
- 10月16日，大稻埕居民組織稻江俱樂部。
- 10月22日，臺灣事務局官制廢止，日本內閣內務省內設置臺灣課。
- 10月23日，雜誌《高山國》第一號發刊。
- 10月25日，臺北商工會舉行發會式。
- 11月4日，臨時臺灣土地調查局，移轉到總督府內的新廳舍。
- 11月5日，匪徒刑罰令發布。
- 11月5日，臺北市區計劃委員設置。
- 11月10日，書房義塾規程發布。
- 11月23日，第二旅團進行的南部土匪討伐告一段落，共殺戮二百一十八人、逮捕三百二十四人及沒收槍枝五百餘挺。
- 12月6日，第三旅團自上月二十九日進行的土匪討伐至今，殺戮人數約五百人，逮捕一百八十人。
- 12月7日，臺灣福州間海底電線由日本購併，舉行條約書簽約。
- 12月11日，北部抗日首領簡大獅的根據地燒糠藔受日軍攻擊佔領，簡大獅逃跑行蹤不明。
- 12月12日，雲林憲兵隊在チョキョウ社抓到清國將領劉德杓，以及柯鐵的父親。
- 12月13日，總督府學務課完成日臺小字典編纂。
- 12月14日，臺北偕行社舉行創開式。
- 12月17日，重罪輕罪控訴豫納金規則發布。
- 12月18日，南部抗日首領林天福林少貓等蜂起，襲擊潮州辨務署及包圍恆春城。
- 12月18日，臺北行旅病人收容所設置。
- 12月28日，第三旅團擊斃抗日人士四百人、逮捕五百零一人，第二旅團擊斃抗日人士四十四人、逮捕二十一人及沒收小槍三十三挺。
- 12月30日，保稅倉庫法律令發布。
- 12月31日，土匪暴戾，今年中因土匪禍害被殺害者有495人，因而負傷者619人，被土匪擄走者1295人，被土匪強姦者8人。

### 明治卅二年（1899年）
- 1月19日，臺北茶商公會組織設立。
- 1月20日，《臺灣地方救濟金律令》發布。
- 1月22日，臨時法院全部閉止。
- 1月29日，臺灣協會支部於淡水館舉行發會式。
- 1月30日，臺灣北部抗日首領陳秋菊投誠，與兒玉源太郎總督會面。
- 1月30日，《新聞臺灣》於臺南發刊。
- 1月31日，臺南縣歸順土匪，本月中達到一百三十名。
- 2月1日，臺灣銀行創立委員會在東京舉行。
- 2月1日，《陸軍軍法會議法》及《陸軍法官部條例》公布。
- 2月8日，明治29年法律第六十三號中改正法律公布，且六三號法律延長至明治35年。
- 2月11日，臺灣監獄規則公布。
- 2月19日，艋舺保甲局開設。
- 2月28日，英文雜誌《フォルモサ》一周二回於台北發行。
- 2月28日，北部匪徒於本月有274人自首。
- 3月7日，兒玉總督巡視澎湖。
- 3月7日，東勢角原住民暴動，罩蘭庄民29人遭到屠戮。
- 3月14日，臺灣鹽務局官制發布。
- 3月17日，南部匪首黃國鎮歸順。
- 3月22日，臺灣事業公債法公布。
- 3月23日，匪首柯鐵與賴福來歸順，舉行歸順式。
- 3月27日，英國東洋艦隊カラクチ-軍艦基隆入港，艦隊司令長官セ-モ-ル拜訪兒玉總督。
- 3月31日，臨時臺灣鐵道敷設部官制公布。
- 3月31日，總督府醫學校官制及總督府師範學校官制公布。
- 3月31日，事業公債三千五百萬圓募集，因應臺灣鐵道建設及基隆築港土地整理等新工事。
- 3月31日，各地方之公醫會設置。
- 3月31日，淡水水道工事竣工。
- 3月31日，保甲條例實施之後，壯丁團編制標準廢止。
- 3月31日，臺南縣轄下ペスト(鼠疫)病例，本月爆發以來共有379名。
- 4月1日，臺灣總督府醫學校舉行「開校式」，首任校長為山口秀高。
- 4月1日，臺灣神社地鎮祭，設於臺北縣芝蘭一堡大直庄大直山，兒玉總督列席地鎮祭。
- 4月2日，淡水香港間定期航路開始，由大阪商船會社的舞鶴隅田川二艘擔綱。
- 4月3日，民政部物產陳列館開館。
- 4月7日，土地申告事項異動屆出，規則發布。
- 4月17日，臺灣總督府醫學校授業開始。
- 4月19日，臺灣下水規則發布。
- 4月26日，臺灣食鹽專賣規則發布。
- 4月26日，臺灣本島人以及清國人，民刑訴訟法適用，依事件之輕重難易請求豫審或直接至法院提起訴訟。
- 5月1日，臺灣日日新報社發起本島事業家之投票募集。
- 5月11日，設置於臺北府前街筑紫館之臺北共同檢番事務所開業。
- 5月12日，林少貓投誠，舉行歸順式。
- 5月15日，臺灣食鹽專賣法實施。
- 5月29日，總督府港灣調查開始。
- 5月29日，臺北縣之臺北仁濟院設置。
- 5月29日，臺北商工學校設置。
- 5月30日，全臺維新公會之機關雜誌，公會月報發刊。
- 5月30日，無賃乘船命令發布，凡為了介紹臺灣本島而渡臺之貴族院、眾議院議員與商業會議所總代，得免費乘船乘車。
- 6月1日，臺北醫院開設。
- 6月1日，臺南偕行社舉行創開式。
- 6月7日，臺灣汽船檢查規則發布。
- 6月15日，臺澎日報第一號發刊。
- 6月16日，臺灣銀行頭取決定，添田壽一出任頭取，柳生一義任副頭取。
- 6月17日，臺灣不動產登記規則及鹽田規則發布。
- 6月22日，樟腦及樟腦油專賣及製造規則發布。
- 6月22日，臺灣著作權法及遺失物法施行公布。
- 6月28日，因應女子教育，於公學校內特設女子教場發布。
- 6月28日，基隆水道工事開始。
- 7月1日，為保護防禦叭哩沙樟腦試驗所，設置樟腦局壯丁。
- 7月7日，臺中歸還兵與基隆守備隊兵在基隆發生打架事件，7人輕重傷。
- 7月10日，樟腦局開始，羅東樟腦局舉行開所式，為官營樟腦的第一步。
- 7月14日，輸出稅籍出港稅規則發布。
- 7月15日，臺灣關稅規則發布。
- 7月16日，外國人取扱規則發布。
- 7月18日，清國人及本島人勞働者取締規則發布。
- 8月4日，臺灣海港檢疫規則發布。
- 8月5日，北斗大火，臺中縣北斗街住家兩百餘戶燒毀。
- 8月6日，臺灣窮民救助規則發布。
- 8月6日，臺北測候所創立以來最大的暴風雨來襲，全島官衙民屋受創甚鉅。
- 8月6日，臺灣本島人開始擔任巡查補。
- 8月6日，淡水商業會議所成立，由居住在大稻埕與淡水之外國人組成。
- 8月17日，臺灣花柳雜誌第一號發刊。
- 8月20日，基隆大火，公主生仔街住家百餘戶燒毀。
- 8月23日，小山保政技師仙逝，於臺灣鐵道修復與縱貫鐵道調查方面功勞卓著，明治30年5月起任鐵道部技師打狗出張所所長。
- 9月10日，臺灣公論第一號發刊。
- 9月14日，臺灣總督發布臺灣銀行設立及臺灣銀行券使用之諭告。
- 9月26日，臺灣銀行開始營業，總資本金五百萬圓。
- 9月26日，於臺南縣臺南慈惠院，並於澎湖廳設置澎湖普濟院。
- 9月26日，臺南市區計畫委員設置。
- 9月29日，後藤新平民政長官跑到台灣南部巡視，林少貓之長男林雄到阿猴街六塊厝迎接。
- 10月2日，後藤新平遭難，9月30日乘船至澎湖途中遇上暴風雨，於塗葛堀沖觸礁而返航。
- 10月2日，臺北師範學校於大稻埕日新街，開始授業。
- 10月3日，茶商公會決議為了茶稅全廢，開始請願運動。
- 10月4日，軍役志願者規則發布。
- 10月15日，臺東廳舍舉行落成式。
- 10月19日，臺南俱樂部舉行創立大會。
- 10月24日，基隆稻荷神社鎮座式，位於田寮港風化區末廣新地。
- 10月25日，臺灣鐵道株式會社決議解散。
- 10月25日，兒玉源太郎總督為了臺中縣轄內之養濟院、育嬰堂、留養院等慈惠救濟事業，親自發起基金募集。
- 10月26日，軍艦高千穗於紅頭嶼，救起4名漂流的沖繩縣漁民。
- 10月31日，臺灣商業新報於臺北隔日發行。
- 10月31日，臺灣實業新聞月刊，於基隆發行。
- 11月5日，臺南饗老典於臺南兩廣會館舉行，兒玉總督到場。
- 11月6日，臺北簡易商業學校，開始授業。
- 11月8日，後藤新平兼任總督府鐵道部長。
- 11月8日，長谷川謹介任鐵道部技師長。
- 11月8日，臺北屈尺蕃人バトワタン、サユカン兩人，正式成為赤十字會正社員。
- 11月26日，赤十字會臺灣之部，於臺北縣廳舉行發會式。
- 11月30日，臺灣貯蓄銀行設立，荒井泰治出任頭取。
- 12月1日，臺灣各郵便局開始電報收發業務。
- 12月2日，臺灣罹災救助基金規則發布。
- 12月2日，宜蘭抗日首領林維新歸順。
- 12月22日，地方病調查委員會設置。
- 12月25日，臺灣貯蓄銀行開業。
- 12月31日，本年中依據匪徒刑罰令判處死刑人數為一千零二十三人。

### 明治卅三年（1900年）
- 1月1日，蔴荳辨務署受到約百名的抗日志士襲擊，署內金錢被搶光。
- 1月2日，日本軍臺南守備隊步工兵，在臺南遊廓風化區內拔劍大亂鬥。
- 1月20日，臺灣文庫舉行創立總會。
- 1月23日，臺灣總督府內設置臨時對岸事務掛。
- 1月24日，臺灣新聞紙條例發布。
- 1月25日，臺灣辯護士規則發布。
- 2月2日，臺灣獸醫免許規則發布。
- 2月6日，臺北大稻埕仕紳黃玉階組織天然足會，倡導矯正台灣女子纏足的弊風。
- 2月9日，抗日首領柯鐵病故。
- 2月11日，臺北商業公會舉行發會式，林望周任首任會長。
- 2月21日，臺灣出版規則發布。
- 2月22日，蕃地占有使用禁止律令發布，禁止任何人以任何名義占有使用原住民土地。
- 2月24日，臺灣警備信號標規則發布。
- 2月28日，臺灣新報發刊。
- 3月1日，臺灣第一個解放纏足的女性，乃大稻埕中街張方的14歲傭人。
- 3月11日，臺灣食鹽請賣規則發布。
- 3月11日，抗日首領簡大獅在清國漳州受到清廷誘捕，遣返台北。
- 3月15日，臺灣水難救護規則發布。
- 3月15日，台北府城西門內的淡水館舉行揚文會，邀集前清進士、舉人及副貢、優貢、拔貢、歲貢、恩貢同科諸士參加，共146名，兒玉總督蒞臨。
- 3月22日，廢止臺北縣與宜蘭縣轄下的警丁與樟腦壯丁，改設隘勇。
- 3月22日，宜蘭抗日首領林火旺，執行死刑。
- 3月29日，抗日首領簡大獅，執行死刑。
- 3月30日，臺北辯護士會建議設置臺灣高等法院。
- 3月31日，臺灣總督府海港檢疫所官制發布。
- 4月8日，臺灣民報社，在淡水館舉行創立總會。
- 4月13日，公布電話交換規則，設立臺北、臺中、臺南電話交換局。
- 5月4日，祝賀皇太子殿下御成婚，當天臺灣在監服刑犯人免除勞役一日。
- 5月17日，因暴風雨倒塌的劇場臺北座完成重建竣工，舉行開場式。
- 5月27日，臺灣蕃人事情編纂完成。
- 5月27日，東京時事新報等二十新聞社記者，為了促進宣傳臺灣，來臺視察可以免費搭乘郵商兩船，往返臺灣日本。
- 6月12日，總督府殖產課小笠原技師，發現阿里山大森林，并完成調查。
- 6月15日，水野遵往生，享年63，在臺灣民政局長任內頗有功績。
- 6月23日，臺北內地人消防組，取締規則發布。
- 6月23日，臺灣總督府開始進行打狗港灣調查。
- 6月26日，由桂太郎創立的台灣協會學校（後來的拓殖大学），設立認可。
- 7月1日，於臺北及臺南，開放一般民眾設置家用電話。
- 7月5日，花蓮港廳暴風雨，房屋倒塌五百餘戶，死者5名。
- 7月16日，樟腦局官制改正發布。
- 7月16日，臺北米穀市場解散。
- 7月19日，後藤新平民政長官兼任樟腦局長。
- 7月20日，十字館劇場，於臺北北門街開場。
- 7月25日，臺灣鹽業株式會社，舉行創立總會。
- 8月10日，臨時臺灣基隆築港局官制公布。
- 8月12日，臺灣家屋建築規則發布。
- 8月14日，臨時臺灣土地調查局官制改正公布。
- 8月15日，臺灣污物掃除規則發布。
- 8月16日，臺灣鐵道營業律令發布。
- 8月28日，廈門住民暴動燒毀廈門東本願寺，臺灣總督府派遣陸軍土屋少將司令官，率領混成隊由台北前往基隆，準備向廈門進發。
- 8月29日，廈門派遣兵輸送中止，於基隆待命。
- 8月29日，臺灣民報於台北發刊。
- 9月1日，臺灣藥品取締規則發布。
- 9月8日，臺灣總督府監獄官制改正公布，由原本屬地方官管理改由總督府直轄。
- 9月8日，大嵙崁原住民暴動，腦丁一百數十人行蹤不明。
- 9月9日，抗日志士百餘名襲擊臺中縣沙仔崙派出所。
- 9月11日，抗日志士三百名於阿猴街集結，四處劫掠。
- 9月12日，受到暴風雨侵襲，臺北市街浸水，有五名臺灣人行蹤不明，2500人需要急難救助。
- 9月12日，基隆台中航線定期船漢陽丸，遭遇暴風雨而沉沒。
- 9月17日，臺灣協會學校於東京麴區富士見町的臨時校舍，開始授課。
- 9月18日，臺灣神社社格，昇格為官幣大社。
- 9月30日，臺北砲兵工廠廢止。
- 9月30日，臺陽日報於臺南開始發行。
- 10月1日，郵便法、郵便為替法、鐵道船舶郵便法及電信法，於臺灣施行。
- 10月30日，臺灣慣習研究會舉行發會式，並發刊機關雜誌。
- 10月30日，道路設備準則發布，台灣島內道路區分為一二三等則。
- 10月30日，於臺北龍匣口庄開設臺灣總督府民政部苗圃。
- 10月30日，本年至今因臺灣原住民暴動，有日本人103名，臺灣人347人被宰。
- 10月30日，臺灣各醫院及公醫，開始阿片癮者治療之研究調查。
- 11月8日，臺灣度量衡條例發布。
- 11月9日，臨時海港檢疫所官制公布。
- 11月9日，保安規則發布。
- 11月11日，醫藥學研究會於臺北醫院舉行第一次總會。
- 11月20日，臺中縣葫蘆墩指環會匪首魏阿木，死刑判決。
- 11月28日，臺南打狗間鐵道開通，於打狗停車場舉行開通典禮。
- 12月3日，鳳山饗老典舉行，兒玉總督蒞臨鳳山。
- 12月10日，臺灣製糖會社，於東京銀行集會所舉行創立總會。
- 12月19日，淡水炮臺榴彈爆炸，死亡輕重傷者5名。
- 12月24日，深坑廳下業主權查定完成。
- 12月28日，臺灣總督府土地調查局轄下清賦一班成立。
- 12月30日，葛城軍艦的陸戰隊，擊退潮州庄的土匪。
- 12月30日，大阪汽車製造會社臺北分工場設置。
- 12月30日，臺灣製糖會社本社決定設置於臺南市。
- 12月30日，臺灣新聞於基隆發刊。

### 明治卅四年（1901年）
- 2月2日，抗日志士詹阿瑞等200名，襲擊臺中城內。
- 2月12日，臺中大火，起火點在大墩街新市場，鄰近住家共有130餘戶燒光光。
- 2月13日，臺北大龍峒附近水田結冰厚達五分，測得溫度華氏28.2度(攝氏零下2.11度)。
- 2月14日，宜蘭廳羅東街大火，住家四百餘戶燒光。
- 2月14日，南大火，住家147戶焚毀。
- 3月30日，臺中新聞廢刊。
- 4月11日，辯護士名簿登錄，有關訴訟代理人辯護士名簿登錄律令發布。
- 4月30日，因地方官官制改正，設置恆春廳。
- 5月2日，民政長官搬新家，遷入新築的民政長官邸。
- 5月23日，臺灣土地收用規則發布。
- 5月30日，臺中飛鸞降筆會非常盛行，逐漸流行全臺灣，民政長官後藤新平對各地方官發通牒，逕行取締。
- 6月1日，馬偕博士蒙主寵召。
- 7月23日，清國福建省官員知縣修補俞戴祐，及按察司潘震德來臺考察，調查阿片與樟腦制度。
- 8月25日，臺北桃仔園間的改良線鐵道，與淡水線鐵道開始營業。
- 9月26日，總督官邸新築落成。
- 10月7日，大倉組的鶴彥丸，於回航基隆途中，在五島沖附近沉沒，船員49名失蹤，船上載有鐵道部注文的機關車客貨車共七輛。
- 10月24日，臺灣神社御靈代，北白川宮妃搭乘軍艦淺間由基隆入港，抵達台北御旅館。
- 10月27日，臺灣神社鎮座式。
- 11月1日，臺灣協會學校遷校，移入東京小石川區茗荷谷的新校舍。
- 11月11日，大島久滿次被任命為臺灣警視總長。
- 11月15日，抗日志士數十名包圍襲擊噍吧哖郵便局，郵便局長等數人負傷。
- 11月24日，抗日志士黃茂松等襲擊樸仔腳支廳(今朴子市)，支廳長以下11人被宰。
- 12月12日，臺灣公學校教員檢定，並發布免許狀規則。
- 12月20日，總督府農事試驗場規程頒布，並設立臺北、臺中、臺南農事試驗場。
- 12月21日，鯉魚山(屏東)噴發土塊三丈高，且有瓦斯及熱水湧出。
- 12月30日，ペスト(鼠疫)盛行以來，患者4496人當中，已有3619人死亡。
- 總督府設置專賣局

### 明治卅五年（1902年）
- 1月15日，臺北監獄發生18名犯人逃獄事件。
- 1月25日，為了防範鼠疫，臺南廳轄下開始實施補鼠驅鼠。
- 2月1日，臺北醫院開始有耳鼻喉科服務。
- 2月26日，臺南博物館舉行開館式。
- 3月11日，臺灣製糖會社第一次外銷，共有製糖3100多俵賣到上海寧波。
- 5月1日，臺灣第一屆醫學校畢業典禮，共有3名畢業生。[4][5][b]
- 5月26日，林少貓與日軍激戰時戰死，其餘牽連的台灣人被屠殺[6]。
- 6月1日，劇場榮座設於臺北西門外街，舉行上棟式。
- 6月16日，臺北車站設自慟電話，提供大眾使用。
- 6月30日，臺灣辯護士會向兒玉總督提出彈劾書，彈劾後藤民政長官。
- 7月17日，侯爵西鄉從道仙逝，享年62。
- 8月2日，臺灣醫學會舉行發會式。
- 8月20日，萬丹支廳的鯉魚山噴火高達丈餘，直到8月29日方熄。
- 10月1日，基隆水道開始供應自來水。
- 10月28日，臺北武德會演武場，舉行落成式。
- 11月1日，伊能嘉矩的臺灣誌開始發刊。
- 11月27日，臺北消防組開始設置。
- 12月26日，臺灣本島沿岸回航的定期船，開始每月一次靠港紅頭嶼(蘭嶼)。
- 12月30日，本年中死刑執行人數共有557人。

### 明治卅六年（1903年）
- 1月15日，高砂檢番開幕，由吾妻、花家、壽三家料理店合組高砂檢番，并與原來往來的臺北檢番中止生意。
- 1月27日，蕃地事務管轄權，移交給民政部警察本署。
- 1月29日，南溟文學，在台南開始發行。
- 2月9日，臺北農會設立。
- 2月11日，基隆公會堂落成。
- 2月24日，臺灣製造，以林投為原料的夏季帽子，由兒玉總督命名為淡水帽。
- 3月11日，臺灣慣習研究會總會開幕，兒玉總督親臨發表演說。
- 3月14日，為開發蕃地與審議，設立臨時蕃地事務調查掛，及蕃地事務委員會。
- 3月15日，臺北風俗改良會，在淡水館舉行發會式。
- 4月23日，臺灣與日本間的定期船近江丸，由西京丸暫代。
- 5月1日，在日本大阪舉辦的第五回內國勸業博覽會，內特設臺灣館，明治天皇也跑來參觀台灣的喫茶店。
- 5月1日，基隆與澎湖新設要塞司令部。
- 5月11日，日本總督府派兵攻擊武洛社 (阿里港)。
- 5月27日，民政部殖產局附屬製茶試驗場，設立於桃仔園廳下安平鎮。
- 5月30日，曾根靜夫往生，曾擔任台灣總督府民政局長，享年59。
- 6月14日，往返台灣與日本的定期船橫濱丸，第一次靠港基隆的臨時棧橋。
- 6月17日，粗製樟腦並樟腦油專賣法公布。
- 6月26日，槍獵取締規則發布。
- 7月21日，依據槍獵取締規則，規定保護鳥類的種類。
- 8月8日，藤八拳會在臺北丸中溫泉舉辦，為臺灣藤八拳的開端。
- 9月16日，瑞芳大火，住家212棟燒毀。
- 9月29日，美國駐菲律賓島的衛生局長，抵達台灣調查本島的阿片制度，以便對在菲支那人的阿片處分作參考。
- 10月6日，南投廳轄下的南北蕃相互大亂鬥，一百餘人被殺傷。
- 10月7日，苗栗三叉河之間的鐵道舉行開通式。
- 10月31日，臺北艋舺大稻埕居住的臺灣無賴漢45人，被捕遣送到臺東廳轄下的賀田組農場勞改，強制就職。
- 11月1日，臺灣醫學會在臺北醫院，舉行第一次大會。
- 11月15日，枋橋林本源邸舉辦園遊會，招待臺灣仕紳林爾嘉以下11名，日本文武官及仕紳150人。
- 11月30日，總督府開始進行阿里山森林調查。
- 12月1日，殖產局臺南樹苗育成場設立。
- 12月6日，臺北農會舉行發會式。
- 12月20日，桃仔園大嵙崁之間的輕便鐵道，舉行開通典禮。

### 明治卅七年（1904年）
- 1月3日，全島辯護士大會，於臺中俱樂部舉行。
- 1月12日，罰金及笞行處分例發布。
- 1月14日，那珂通世博士，去年12月(明治36年)自基隆出發，以自行車縱貫全島，經恆春鵝鑾鼻，今日返回台北。
- 1月20日，臺灣商業銀行，申請破產。
- 1月29日，因去年美國帆船擱淺紅頭嶼，船員遭到島上居民暴行，1月27日總督府派兵討伐，本日完成撤兵。
- 1月30日，高砂商報於臺南發刊。
- 2月11日，臺灣銀行舉行新廈落成典禮。
- 2月13日，於臺灣神社，舉行對俄國宣戰詔敕奉告祭。
- 2月15日，腦脊髓膜炎在臺南廳轄下噍吧哖，有患者出現，為南部蔓延流行的起點。
- 2月27日，台南斗六間鐵道開通。
- 3月2日，大租權調查委員會，規程發布。
- 3月11日，發布臺灣公學校規則。
- 3月12日，犯罪即決例發布。
- 3月31日，公布事業公債法改正，發行大租權整理費公債。
- 4月1日，非常特別稅發布實施，包含砂糖消費稅、輸入稅、毛織物及石油消費稅。
- 4月24日，於體育俱樂部舉辦振武大運動會，馬術及自行車競賽盛況空前。
- 4月30日，鼠疫猖獗，自今年以來鼠疫患者達到2316人。
- 5月1日，台灣民報社，決議解散。
- 5月4日，於臺北武德會廣場，舉辦對俄鴨綠江頭戰勝之戰捷祝賀會。
- 5月12日，鹽水港維新製糖合股會社，事業中止。
- 5月15日，臺南製糖會社，舉行創立總會。
- 5月20日，大租權整理令發布。
- 5月30日，腦脊髓膜炎患者在流行初現以來，患者人數已達484人。
- 5月30日，俳句雜誌相思樹，在臺北發刊。
- 6月4日，臺灣銀行金券開始發行。
- 6月6日，蘇澳羅東間輕鐵，舉行試運轉典禮。
- 6月15日，汽船大義丸與大經丸，兩船在中港海面相撞而皆沉沒，大義丸船長以下11名失蹤。
- 6月20日，兒玉總督兼任滿州軍參謀長。
- 6月21日，大租權補償算定率發布。
- 6月22日，體刑囚人處遇規則發布。
- 6月25日，本島沿岸定期船明石丸，在大板埒觸礁擱淺。
- 6月27日，桃仔園廳舍，舉辦新廈落成典禮。
- 6月30日，鼠族驅除活動，今年1至6月共捕獲264萬8700隻老鼠，自明治35年開始驅鼠至今，累計829萬4760隻。
- 7月1日，臺灣銀行金券，以黃金兌換銀行券的幣制改革，開始實施。
- 7月2日，彰化慈惠院成立。
- 7月6日，兒玉總督出征，自東京出發前往滿州。
- 7月8日，總督府師範學校官制廢止。
- 7月18日，臺南安平地區強風驟起，安平地區房屋全倒80戶，壓死5人，灣裡地區房屋全倒140戶，350人輕重傷。
- 7月30日，臺南市中心鼠疫猖獗，患者人數已達1400人。
- 8月10日，羅東大火，住家300多戶燒毀。
- 8月16日，臺灣公醫官制制定。
- 8月25日，臺南灣裡鹽田開拓，認可頒布。
- 9月14日，公共衛生費，整理規程制定。
- 9月16日，斗六廳轄下官有森林，規劃為東京帝國大學農科大學演習林。
- 9月29日，清國人兒童來臺入學公學校或是國語傳習所，皆比照臺灣國的學生，無差別辦理。
- 9月30日， 鼠疫患者自年初至今，達到4145人，其中死亡人數為3054人。
- 10月10日，新興製糖會社，舉行工場落成典禮。
- 10月21日，於臺北的慈善音樂會，於榮座一連舉辦3天。
- 10月30日，伊能嘉矩完成蕃政志。
- 11月4日，嘉義廳轄達邦社派出所開始實施蕃童教育，為蕃童教育的嚆矢。
- 11月6日，嘉義大地震，嘉義、斗六、彰化、鹽水港四廳，房屋全倒有590戶，半倒100多戶，145人死亡，150人輕重傷，嘉義受損最嚴重。
- 11月20日，杉房之助編纂的日臺新辭典，開始發行。
- 12月1日，苗栗支廳轄下北洗水坑隘寮，遭到原住民攻擊，巡查以下28人被殺。
- 12月3日，彰化慈惠院舉行開院儀式。
- 12月30日，鼠疫自本年初開始流行以來，患者達4430人，死亡人數為3330人。
- 12月30日，自明治29年蕃害開始至今，受到原住民襲擊的死傷人數達393人。

### 明治卅八年（1905年）
- 1月3日，臺北官民於圓山公園，舉行旅順開城戰捷大祝賀會，及提燈籠遊行。
- 1月30日，臺灣蕃社數共有784社，原住民人口有103360人。
- 2月1日，於台北士林街芝山巖，舉行殉難教育者建碑式。
- 2月1日，於台南大目降，設置糖務局講習所。
- 2月11日，臺北丸中溫泉，舉行第一回繪葉書交換會。
- 2月20日，日本赤十字社台灣支部病院開設。
- 2月20日，深坑支廳屈尺受到原住民襲擊，日本內地人12人及台灣本島人2名遭殺害。
- 2月28日，臺灣全島田園面積統計，田316693甲，畑158880甲。
- 2月28日，臺灣阿片吸食特許者共有13萬7952人。
- 3月26日，彰化二八水間，鐵道開通。
- 3月30日，內臺直航船，臺灣與日本間直航船決定由商船恆春丸與郵船薩摩丸經營。
- 3月31日，臨時臺灣土地調查局廢止。
- 4月1日，愚人節，廳名改正，桃仔園廳改為桃園廳，阿猴廳改為阿緱廳。
- 4月4日，長野純蔵任命為臺北醫院長，原醫院長高木友枝離職。
- 4月30日，去年5月笞刑處分法實施以來，至今有4068人受到笞刑。
- 5月1日，嘉義銀行開始營業。
- 5月13日，臺灣全島戒嚴令開始實施。
- 5月25日，波羅的海艦隊，從臺灣東海經過。
- 5月29日，臺灣總督府設置臨時臺灣戶口調查部。
- 5月30日，殖產局附屬葉製樟腦作業所，於臺中廳設立。
- 6月10日，葫蘆墩二八水間鐵道開通式舉行。
- 6月10日，發布臨時臺灣舊慣調查會章程，第一部調查臺灣本島的法制農工商經濟，第二部調查臺灣與清國南部相關法制農工商經濟。
- 6月16日，臺中新町大火，37戶焚毀。
- 6月24日，發布臺灣土地登記規則施行規則。
- 6月30日，新公園管轄權，自總督府移管至臺北廳。
- 7月7日，臺灣全島及澎湖馬公，戒嚴令解除。
- 7月18日，板橋林本源之常主，林維源於廈門仙逝。
- 7月20日，制定蕃人物品交換取締方法。
- 7月31日，臺北市內轎數統計，轎數66頂轎夫139人。
- 8月2日，總督府發布臨時戶口調查施行諭告。
- 9月6日，臺南魚菜市場舉行開業式。
- 9月11日，臺北市街開始點電燈。
- 9月13日，大倉組決定關閉臺北支店。
- 9月15日，臺灣銀行券發行餘額統計共805萬圓，流通餘額達621萬圓。
- 9月28日，蕃薯寮四社派出所遭到一百多名施武群原住民的襲擊，巡查隘勇共8名行蹤不明。
- 10月1日，彰化銀行開始營業。
- 10月17日，北投湯守觀音舉行開眼式。
- 11月11日，大津藤井一行，由斗六攀登新高山，測得高度13480尺。
- 11月29日，私立學校規則發布。
- 11月30日，臺北測候所寺本技手，測量新高山標高為13200尺。
- 12月5日，臺灣總督府失火，燒毀土木課及學務課的倉庫，重要書籍標本付之一炬。
- 12月12日，恆春大頭目潘文杰崩殂。
- 12月30日，舊慣調查會的刊物清國行政法發行，土地調查局發行土地慣行一班。
- 12月30日，今年開始發刊的雜誌有語友、五十會、新泉、臺灣實業時報、臺法月報、ひ星。

### 明治卅九年（1906年）
- 1月13日，台灣舊慣研究會募集論文，題目為生蕃人之國法上之地位。
- 1月30日，臺北市內電燈需用者達569人。
- 2月12日，台北催眠術治療所營業禁止。
- 2月21日，台北大稻埕附近刮起旋風，河岸繫留的5艘支那型船隻沉沒。
- 3月13日，臺灣浮浪者取締規則發布。
- 3月15日，嘉義育嬰院決定開設。
- 3月16日，南清艦隊駛入基隆港，於淡水館舉行艦隊歡迎會。
- 3月17日，嘉義大地震，餘震持續四五日，於嘉義廳斗六廳及鹽水港廳下死者一千一百餘人，傷者一千九百餘人，房屋倒塌六千七 百餘間。
- 3月30日，臺灣全島在監人數達三千一百零三人。
- 4月11日，佐久間左馬太出任第五任臺灣總督。
- 4月14日，嘉義再度發生強震，死者13人傷者67人，房屋倒塌有八千三百戶。
- 5月7日，台中與台南間電話開通。
- 5月16日，花蓮港大火，燒毀65棟住家。
- 5月31日，水道費徵收規則發布。
- 6月9日，樟樹造林諭告發布。
- 6月13日，臺灣總督府發布臺灣彩票律令，以慈善衛生與社廟保存為目的。
- 7月1日，臺灣銀行臺中支店新築落成。
- 7月10日，臺南廳大目降，設置糖業試驗場。
- 7月11日，宜蘭廳羅東街大火，140戶家屋燒毀。
- 7月14日，新渡戶稻造博士來臺，往中南部視察。
- 7月17日，臺灣土地台帳中，清國人業主名義下之處分律令發布。
- 7月24日，兒玉源太郎大將仙逝。
- 7月24日，德國艦隊造訪淡水港。
- 7月30日，安平港因暴風雨帶來的流砂所閉塞。
- 8月1日，太魯閣原住民殺害花蓮港支廳長警部大山十郎，與賀田組事務員共23人。
- 8月19日，臺北唯一的公會堂淡水館，因房屋狀況危險封閉。
- 9月22日，臺灣發行第一次彩票共四萬張，一張五圓。
- 9月23日，苗栗支廳舍舉行落成式。
- 9月28日，後藤新平轉任南滿州鐵道會社總裁，於臺北新公園舉行送別會。
- 9月30日，前總督兒玉源太郎於臺北古亭庄之別墅南菜園，寄附予臺灣婦人慈善會。
- 10月30日，清國內閣尚書呂鑄來臺，調查本島制度。
- 11月13日，臺灣殖產局長祝辰巳轉任民政長官。
- 12月15日，臺灣第一次彩票，於專賣局彩票抽籤所內舉行抽籤。
- 12月26日，廳事務規程制定，廳下設總務課，警務課及稅務課。
- 12月27日，臺北與臺南間九處長距離電話開通。
- 12月30日，明治製糖株式會社成立。

### 明治四十年（1907年）
- 1月6日，本月1日至6日，在台北市街共有26名鼠疫新患者。
- 1月20日，斗六廳舍新居，舉行落成典禮。
- 1月20日，臺南廳的虎頭圳，舉行落成式。
- 1月31日，臺灣專賣局舉行第二次彩票抽籤。
- 2月14日，臺灣專賣局火災，製腦工場燒光。
- 2月22日，大屯山降雪。
- 2月26日，臺灣公學校令發布。
- 2月28日，樟樹造林獎勵規則發布。
- 2月28日，澎湖島自1906年秋天以來，鹹雨蟲害肆虐，發生饑荒。
- 3月8日，臺灣監獄月報發刊。
- 3月13日，大嵙崁六大蕃社歸順式，於レモガン隘勇監督所舉行。
- 3月20日，臺灣彩票發行中止，共僅發行三回。
- 3月28日，前山蕃歸順式舉行，大嵙崁溪兩岸蕃社十餘社歸順。
- 4月1日，本島命令航路訂定，基隆神戶線，汽船兩艘每月各兩次往返。打狗橫濱線，汽船兩艘每月各兩次往返。臺灣沿岸線，汽船1艘每月3次航行。淡水香港線，汽船兩艘每月各4次往返。淡水福州線，汽船1艘每月3次往返。打狗香港線，汽船1艘每月兩次往返。
- 4月1日，臺北電氣作業所，改由總督府民政部管轄。
- 4月1日，臺灣本島人經營的貸座敷（日语：遊廓）（花柳街），在臺南獲得經營許可。
- 4月3日，打狗建造細民（日语：部落問題）家屋（貧民社會住宅），街名命名為平和街。
- 4月6日，東港街大火，房屋36戶燒毀。
- 4月18日，臺北水道工事，開始動工啦。
- 4月29日，女子雇員採用，由通信局開始女子雇員採用試驗。
- 4月30日，臺灣鐵道部職員制服公布。
- 4月30日，鼠疫橫行，今年至四月底，新患者暴增為1079人。
- 5月3日，民政部土木局轄下，設置臨時水道課，開始進行臺北水道工事的設計與施工建設。
- 5月20日，總督府中學校官制公布，中學校規則、高等女學校規則發布。
- 5月26日，體育俱樂部舉行馬術、弓術、柔術、本島武技等競技大會。
- 5月27日，總督府廳舍設計圖案募集，賞金五萬圓。
- 5月31日，臨時臺灣糖務局，移轉到臺南。
- 6月9日，英國領事分館，於基隆三叉灣設立。
- 6月9日，臺中公園舉行兒玉總督壽像揭幕儀式。
- 6月9日，新竹廳轄下馬福社隘勇前進隊，在新竹蕃界發生激戰。
- 6月9日，濁水溪鐵道舉行開通儀式。
- 6月9日，土木局轄下設置水利課。
- 7月18日，阿里山鐵道一部分開通。
- 7月28日，臺灣銀行打狗出張所，舉行落成式。
- 8月29日，二八水列車翻覆，輕重傷9人。
- 8月31日，臺灣酒造稅規則發布。
- 9月12日，臺北免囚保護場，新居落成。[7][8]
- 9月15日，6名南洋蕃人搭乘奇異的羽翼船，漂流到宜蘭廳轄下的東港口。
- 9月17日，臺灣守備隊司令部條例改制。
- 9月17日，紀念碑建設方，規則制定，在任何社寺廟宇公園設立紀念碑或銅像時，皆須事先獲得總督府的許可。

10月1日，打狗九曲堂間鐵道，舉行開通典禮。
- 10月3日，日方攻破而占領大豹首府大豹大社，大豹共同體滅國，領土被劃入大日本帝國台北州海山郡。
- 10月7日，桃園廳轄下插天山新隘勇線，遭到原住民襲擊。
- 10月8日，臺灣小學校規則發布，明治35年4月發布的原規則廢止。
- 10月20日，臺南市區改正，竹子街道路工事竣工，舉行開通式。
- 10月29日，大阪角力大木戶一行，於台北舊醫學校址，舉行表演。
- 11月3日，臺南市三界壇街廣場，舉行故兒玉總督壽像揭幕式。
- 11月14日，發生北埔事件，北埔支廳遭到殲滅，支廳長以下日本內地人共有55名死亡，6人負傷。
- 12月17日，北埔事件首領何麥賢外8名，執行死刑。
- 12月29日，北埔事件遭難者，在新竹舉行追悼會。
- 12月30日，插天山戰死者，於桃園廳景福宮舉行葬儀。
- 12月30日，今年末臺灣人口總數，310萬8010人。

### 明治四十一年（1908年）
- 1月11日，臺中松岡製糖場舉行開場式。
- 1月21日，臺灣總督府警視賀來倉太完成中央山脈橫斷，自埔里社出發到達吳全城。
- 1月30日，藤田組於阿里山之森林事業經營中止。
- 1月31日，樸仔腳捕鼠，自本月17日至31日共捕獲44330隻老鼠。
- 2月17日，三叉河至後里庄鐵道開通。
- 2月18日，東港街大火，50戶住家燒毀。
- 2月20日，插天山隘勇線下大雪，積雪三尺。
- 2月29日，官設埤圳規則公布。
- 3月10日，臺北大稻埕爆竹製造場爆炸，11名輕重傷。
- 3月21日，臺北艋舺市區改正開始。
- 4月9日，隘勇線內蕃界土地調查開始。
- 4月10日，京都角力大碇一行，於臺北新起街市場舉行表演。
- 4月18日，三叉河至葫蘆墩間鐵道，舉行開通試運轉式。
- 4月20日，縱貫鐵道全通，南北全長二百四十七哩。
- 4月23日，大稻埕共濟醫院舉行落成式。
- 4月26日，私立成淵學校舉行開校式。
- 4月30日，軍艦松島在馬公港停泊中爆炸，艦長矢代由松以下222名陣亡。
- 5月17日，東港街大火，94戶住家燒毀。。
- 5月25日，祝辰巳逝世享年41。
- 5月30日，臺灣總督府警視總長大島久滿次轉任民政長官，秘書官大津麟平轉任警視總長。
- 5月31日，本次鼠疫自發生以來患者達1029人，828人病死。
- 6月4日，澎湖廳長橫澤次郎因偽造官文書，委託金費消事件被拘留停職。
- 6月7日，汽車博覽會於臺灣全島各車站舉行。
- 6月18日，清國南清艦隊基隆入港，停泊一周。
- 6月21日，宜蘭神社舉行鎮座式。
- 7月10日，煙草耕作獎勵規則發布。
- 8月12日，發布清涼飲料水營業取締規則。
- 8月15日，臺灣最初的本島人助產婦講習，於臺北醫院舉行。
- 8月29日，劍潭山警察官招魂碑舉行揭幕式。
- 9月1日，臺北幼稚園，舉行開園式。
- 9月15日，大島久滿次民政長官視察阿里山途中，台車翻覆，大久保警部當場死亡。
- 10月1日，發布臺灣違警令。
- 10月8日，設立北回歸線標於嘉義停車場南方三哩處。
- 10月23日，為紀念兒玉源太郎與後藤新平之新設博物館，閑院宮蒞臨舉行開館式。
- 10月24日，於臺中公園舉行臺灣鐵道全通式。
- 10月29日，臺灣赤十字支部舉行第一次總會。
- 11月1日，臺灣鐵道飯店落成開業。
- 11月4日，大嵙崁蕃歸順式，於角板山監督所舉行。
- 11月4日，曹洞宗臺北別院舉行地鎮式。
- 11月15日，於新竹城隍廟舉行北埔遭難者追悼會。
- 11月30日，臺北市街電線桿，公眾廣告張貼許可。
- 12月5日，臺灣長谷川鐵道技師轉任鐵道院管理局長，大島久滿次民政長官補鐵道部長。
- 12月15日，臺東七腳川社蕃襲擊隘勇線。
- 12月15日，臺灣農會規則發布。
- 12月20日，臺北新起街市場及大稻埕市場新築落成，舉行開場式。
- 12月26日，臺灣私設鐵道規則公布。

### 明治四十二年（1909年）
- 1月7日，臺灣製糖會社招募內地人移民450名，到達台灣。
- 1月16日，蘇澳南澳間道路竣工開通。
- 2月13日，基隆及澎湖之法國人墓地，達成修繕協定。
- 2月14日，大阪商船會社之櫻桃丸，首航神戶基隆定期航線，入港基隆。
- 2月20日，由於海上天氣惡劣彭佳嶼燈台點火，海上交通斷絕。
- 2月21日，台北台南間直通電話開通。
- 2月28日，航行台灣的汽船，自西京丸以下共30艘，總噸數達66366噸。
- 3月2日，南投原住民襲擊合流分遣所，巡查及隘勇共11名被斬首。
- 3月4日，日本眾議院通過打狗築港速成案。
- 3月13日，艋舺市區改正竣工。
- 4月6日，台東原住民襲擊巴塱衛支廳，支廳長及警察官共4名被殺。
- 4月7日，台北中學校新築工事竣工。
- 4月15日，台灣北部地震，9人死亡，3人重傷48人輕傷，房屋122戶全毀252戶半毀，1戶燒毀，家畜5隻雞2隻豬死亡，主要震央位於板橋、土城、三峽、樹林及鶯歌一帶。震央位於觀音山附近(N 25.125°，E121.5°)，深度70公里。[9]
- 4月15日，醫學校創校10周年為基隆港第一次6000噸以上船隻繫留。
- 4月24日，村井吉兵衛於嘉義廳，造林4000甲。
- 4月30日，台灣總督府廳舍設計圖案審查結果發表，一等從缺，二等長野卯平，三等片岡安。
- 5月1日，蕃薯寮廳許可愛久澤直哉（日语：愛久澤直哉），開墾手巾寮2000甲土地。
- 5月9日，瑠公圳改修工事，舉行落成式。
- 5月11日，蔴荳街大火，住家85戶燒毀。
- 5月16日，臺南市街劃分東西兩區，楊鵬搏任東區區長，西區區長為陳修五。
- 6月2日，安平海水浴場落成。
- 6月5日，大稻埕興建中之淡水戲館屋頂崩壞，14人受傷。
- 6月15日，林本源製糖會社，設立許可。
- 6月17日，宜蘭南澳原住民150人來台北觀光。
- 6月17日，樹杞林轄下內上坪林之本島人一家6口，被原住民斬首。
- 6月21日，於台北檢番樓上，開設臺北女紅場。
- 6月28日，松尾知明仙逝，曾任臺北醫院長及台南醫院長。
- 6月30日，臺灣製糖會社之九曲堂東港間，阿猴阿里港間專用鐵道，專鐵運輸業許可。
- 7月4日，嘉義竹器練習所舉行開所式。
- 7月4日，桃園廳角板山，蕃童教育所開設。
- 7月10日，高砂製糖會社設立。
- 7月11日，臺北下水道溝渠工事竣工。
- 7月15日，基隆電燈工事完成。
- 8月7日，臺灣之前開港之外，舊港、後壠、梧棲、鹿港、東石港、東港、媽宮決定開港。
- 8月9日，淡水戲館舉行上棟式。
- 8月24日，基隆市場舉行落成典禮。
- 8月28日，基隆海水浴場於大沙灣開設。
- 9月7日，嘉義衛生公館舉行落成式。
- 9月13日，公布街庄社區長及區書記之設置。
- 9月15日，北部暴風雨，臺北家屋浸水達兩千餘戶。
- 10月1日，石坂文庫於基隆開館。
- 10月12日，參謀本部陸地測量班著手臺灣本島地圖製作。
- 10月25日，地方官官制改正，設臺北、宜蘭、桃園、新竹、臺中、南投、嘉義、臺南、阿緱、臺東、花蓮港、澎湖十二廳。
- 10月29日，樸石閣支廳巡查吉岡琢治率原住民橫斷中央山脈，抵達臺北觀光。
- 10月30日，打狗整地株式會社舉行創立總會。
- 10月30日，於淡水河面舉行北部短艇競漕大會。
- 11月7日，臺北武德會舉行武德祭及競技比賽。
- 11月16日，阿片令細則改正。
- 11月19日，廖添丁在八里老坑猴洞內被朋友殺害。
- 11月21日，林本源博愛醫院舉行開院式。
- 11月30日，臺灣人習慣使用之太陰曆廢止。
- 12月6日，斗六製糖會社舉行始業式。
- 12月15日，阿緱臺東間中央山脈橫斷隊同行之蕃通事鄭清貴，殺傷臺東廳平野警務課長等6名，橫斷隊返回六龜里。

### 明治四十三年（1910年）
- 1月5日，東京醫科大學教授吳秀三來臺，至郡大蕃調查クレチン症患者(先天甲狀腺機能低下)。
- 1月8日，總督佐久間左馬太在官邸接見來臺北觀光之ガオガン原住民。
- 1月14日，日本台灣間定期航路郵船讚岐丸，初行台灣入港基隆。
- 1月16日，愛國婦人會台灣支部，新設蕃地部經營蕃產物交換事務。
- 1月18日，街庄社制廢止，另設新區，街庄長改為區長。
- 1月19日，德國大使ムシム男爵一行來臺視察。
- 1月22日，花蓮港大地震，造成花蓮港廳廳舍火災。
- 1月29日，哈雷彗星出現。
- 1月29日，ガオガン原住民襲擊宜蘭叭哩沙支廳九芎湖駐在所，巡查堀川忠五郎及另外11名死傷。
- 1月30日，臺灣銀行於阿緱嘉義設置出張所。
- 1月30日，臺北市內電話架設數目達713個。
- 1月30日，篠塚初太郎於宜蘭廳轄下ドーム角發現大理石礦。
- 2月11日，臺灣全島撞球大會，於鐵道飯店舉行。
- 2月12日，採藤合資會社設立於台中。
- 2月15日，森孝三事件，警官練習所所長森孝三因文書偽造詐欺，遭判刑兩年六個月而失官。
- 2月15日，鹿港市場舉行落成典禮。
- 2月20日，臺中運輸倉庫會社於台中設立。
- 3月6日，野戰砲兵監大迫尚敏來臺視察。
- 3月7日，臺灣製茶株式會社成立。
- 3月15日，臺南郵便局新舍落成。
- 3月20日，南部短艇競漕會於打狗港舉行。
- 3月23日，安平英國領事館撤廢。
- 3月25日，楠梓坑車站內火車相撞，5人負傷。
- 3月26日，錫口成德學院舉行開院式。
- 3月27日，員林魚菜市場舉行落成式。
- 4月1日，郵便替振貯金施行。
- 4月1日，官設埤圳水利組合規則發布。
- 4月1日，富貴角無線電信柱，工事完工。
- 4月1日，臺灣製茶會社開始生產綠茶及紅茶。
- 4月3日，全島自轉車競走大會於台中公園舉行。
- 4月7日，郵船信濃丸初行台灣入港基隆。
- 4月10日，新竹後壠圳舉行竣工式。
- 4月18日，阿里山作業所官制公布。
- 4月19日，小公學校兒童身體檢查規則發布。
- 4月30日，臺北製糖會社設立。
- 5月14日，基隆法國人墓地修築落成，法國太平洋艦隊司令官キヤストリー搭乘旗艦モンカム入港基隆，與總督佐久間共同舉行落成式。
- 5月15日，阿里山作業出張所於嘉義設置。
- 5月28日，曹洞宗臺北別院舉行入佛式。
- 6月1日，花蓮港醫院舉行開院式。
- 6月1日，臺北火葬場移轉。
- 6月9日，基隆火災，海港檢疫所燒毀。
- 6月14日，南投二八水之間輕鐵開通。
- 6月15日，安平海水浴場舉行開場式。
- 6月19日，所得稅施行規則發布。
- 6月21日，臺北新起街弘法寺舉行入佛式。
- 6月30日，臺中、松岡、協和三家製糖工場合併為帝國製糖會社。
- 7月3日，特命檢閱使東鄉平八郎一行搭乘軍艦滿州號抵達馬公。
- 7月3日，體育俱樂部於古亭庄河畔設立水泳部。
- 7月18日，打狗大旋風造成住家倉庫及船舶毀損。
- 7月31日，阿米巴赤痢於臺灣南部流行。
- 8月1日，臺中製冰合資會社舉行開業式。
- 9月15日，臺灣總督府局長大更換，法政局參事官中川友次郎轉任財務局。
- 10月11日，富貴角無線電信局開始營運。
- 10月30日，臺灣林野調查規則發布。
- 11月1日，理學博士伊藤篤太郎與川上總督府技師，於臺灣原住民區域發現新桐樹，命名為九重桐。
- 11月23日，阿緱醫院舉行開院式。
- 11月23日，基隆金比羅神社舉行地鎮式。
- 12月15日，花蓮港鯉魚尾間鐵路，舉行開通式。
- 12月28日，因林本源製糖會社之土地買收事件，臺北辯護士伊藤政重、白倉吉朗、山口義章受懲戒處分。
- 12月30日，劇場朝日座舉行落成典禮。

### 明治四十四年（1911年）
- 1月1日，臺南公館舉行落成式。
- 1月20日，屠畜取締規則，獸肉營業取締規則發布。
- 1月23日，林本源製糖會社舉行始業式。
- 2月2日，臺南嘉義阿緱三廳聯合南部物產共進會，於臺南舉行開會式，佐久間左馬太蒞臨。
- 2月8日，阿里山鐵道開通。
- 2月11日，本島人斷髮會於臺北大稻埕公學校舉行，公學校學生斷髮者30人，共百餘人斷髮。
- 3月22日，大安圳竝後村圳，舉行工事竣工式。
- 4月3日，北部短艇競漕會於基隆港舉行。
- 4月6日，臺灣人工甘味質取締規則發布。
- 4月10日，臺北新起街市場內一連七天，由東京大角力西の海一行舉行表演。
- 4月20日，於臺北停車場前廣場，舉行長谷川前鐵道部技師長銅像揭幕式。
- 4月25日，有害性著色料取締規則發布。
- 4月26日，林野調查諭告。
- 4月28日，飲食用器具取締規則發布。
- 4月28日，週刊臺灣商事報，於臺北發行。
- 5月8日，北勢蕃討伐苦戰，池元警部補外巡查8名戰死。
- 5月10日，計量器比較檢查規則發布。
- 5月11日，彰化慈惠院，舉行落成式。
- 5月15日，本線花蓮港卑南間東部鐵道全通。
- 5月21日，大稻埕河畔舉行短艇進水式，四隻短艇各為稻妻、韋馱天、鵬、不知火。
- 6月2日，飲食物防腐劑取締規則發布。
- 6月8日，大湖口驛附近列車溪底墜落，4名即死6名輕重傷。
- 6月14日，南投廳白狗社原住民來襲，巡查以下10名被殺。
- 6月17日，臺北新公園內，舉行後藤新平銅像揭幕式。
- 6月24日，阿緱廳原住民來襲，阿里港支廳長警部慶邦武之外2名被殺。
- 6月25日，臺北稻荷神社舉行鎮座式。
- 7月7日，菲律賓バヤツト當地原住民27人漂流到宜蘭廳下大里簡。
- 7月9日，士林北投水道舉行竣工式。
- 7月26日，臺東平地原住民襲擊成廣澳支廳。
- 8月25日，宜蘭袋米品評會，舉行褒賞授與式。
- 8月30日，自26日至30日臺灣受暴風雨侵襲，臺北市街為濁流吞沒，南部家屋被沖毀無數死傷數十名，濁水溪鐵橋流失縱貫鐵道不通。
- 8月31日，大安溪附近列車翻覆，死傷16名。
- 9月6日，官有森林原野，豫約賣渡規則發布。
- 9月10日，於桃園文昌廟舉行桃園製茶品評會，10日起一連5天。
- 9月20日，藝妓酌婦取締規則發布。
- 10月9日，松島艦及殉難忠魂碑，於澎湖舉行揭幕式。
- 10月16日，工業部及作業所，官制公布。
- 10月16日，臺灣總督府官制改正，廢土木部改設土木局，廢糖務局改置殖產局糖物課，廢內務局改設警察本署、地方部、法務部、學務部。
- 10月26日，依巡查看守採用規則，開始採用本島人巡查。
- 10月28日，電話加入者名簿廣告規則發布。
- 11月1日，鳳山曹公祠，舉行落成式及遷座式。
- 11月13日，於臺北橢圓公園內，舉行祝辰巳前民政長官銅像揭幕式。
- 11月22日，農業試驗場技師長嶺林三郎，海外派遣前往印度及爪哇。
- 11月23日，臺灣瓦斯株式會社舉行開業式。
- 11月23日，料理屋飲食店取締規則發布。
- 11月23日，基隆製冰株式會社設立。
- 12月1日，基隆打狗間夜行列車，開始營運。
- 12月6日，總督府醫院，施寮規定發布。
- 12月16日，臺中配電所舉行開業式。
- 12月17日，臺北製糖會社舉行試運轉式。
- 12月30日，臺北魚市場株式會社成立。
- 12月30日，臺北三線道路植樹及工程，開始進行。

### 明治四十五年（1912年）
- 1月23日，臺中北勢蕃討伐隊，戰死者13名負傷者數名。
- 1月31日，德意志軍艦ラチテツト號基隆入港。
- 2月15日，來台北觀光的南澳原住民，佐久間總督於官邸接見。
- 2月20日，埔里社製糖會社，舉行始業式。
- 2月23日，永代借地權令發布。
- 2月24日，養豚品評會，於嘉義公園附近舉行。
- 2月25日，帝國製糖會社，舉行始業式。
- 2月25日，臺南火車站，舉行後藤前民政長官銅像揭幕式。
- 3月2日，臺北市區改正協議會於台北廳舉行，選定市區改正委員。
- 3月3日，於臺北龍山寺，舉行艋舺斷髮會。
- 3月7日，臺灣地方稅會計規則發布。
- 3月9日，臺北士林支廳舍，舉行落成式。
- 3月9日，基隆金比羅神社，執行鎮座式。
- 3月19日，嘉義農場，舉行移轉式。
- 3月23日，林杞埔暴動事件，劉乾等人襲擊林杞埔支廳頂林派出所，警察官3名被宰。
- 3月23日，臺北枋寮支廳舍，舉行落成式。
- 4月12日，林杞埔警察官殺害事件，劉乾外等7名死刑判決宣告。
- 4月20日，嘉義西市場，舉行落成式。
- 5月6日，花蓮港廳下溪口鯉魚尾間火車列車相撞，15名輕重傷。
- 5月16日，基隆水先規程發布。
- 5月19日，私設鐵道運輸規程發布。
- 5月31日，阿里山列車翻覆，死傷12名。
- 5月31日，鳳山支廳下牛疫大流行。
- 6月1日，列車食堂附設開始營運，提供縱貫鐵道直行及夜行列車一二等乘客使用。
- 6月1日，總督府廳舍，於新築地舉行地鎮祭。
- 6月2日，彰化支廳，舉行落成式。
- 6月6日，毒藥劇藥品目制定。
- 6月9日，基隆郵便局，舉行落成式。
- 6月9日，蕭壟支廳，舉行落成式。
- 6月14日，臺灣米穀檢查規則發布。
- 6月16日，阿緱郵便局，舉行落成式。
- 6月20日，圓山臨濟護國禪寺，舉行入佛式。
- 6月26日，臺灣興業株式會社，於阿緱屏東會館舉行創立總會。
- 7月5日，民政局學務部附屬工業講習所成立，為日後的國立臺北科技大學。
- 7月8日，打狗港町市場，舉行落成式。
- 7月9日，阿公店橋，舉行開通式。
- 7月10日，臺灣鐵道會設立，於鐵道飯店舉行役員總會。
- 7月30日，明治天皇崩御。
- 7月30日，明治四十五年七月三十日以後改元為大正元年。

## 大正時期

### 大正元年（1912年）
- 8月2日，大赦令公布。
- 8月5日，全島製腦會議於專賣局舉行。
- 8月8日，《臺灣理髮營業取締規則》發布。
- 8月8日，《臺灣冰營業取締規則》發布。
- 8月12日，天機奉伺委員本島人總代臺北黃玉階臺中蔡蓮舫臺南許廷光，前往東京。
- 8月15日，阿緱街之一部份電燈點火。
- 8月29日，暴風雨襲擊臺北市街，浸水三尺，全倒房屋三千四百餘戶。
- 9月2日，總督府工業講習所，授業開始。
- 9月3日，土庫事件，首領黃老鉗被宣判死刑。
- 9月8日，臺北教會，於臺灣鐵道飯店（台湾鉄道ホテル）舉行設立式。
- 9月12日，中川小十郎，臺灣銀行副頭取就任決定。
- 9月13日，乃木希典與妻靜子，於東京赤坂自宅以短刀自殺。
- 9月13日，御大葬三日間，料理屋營業休止。
- 9月17日，臺灣受到暴風雨肆虐，縱貫鐵路不通。
- 9月19日，原住民襲擊李棟山，渡邊隊長以下數名受傷。
- 9月20日，蠶業獎勵規則發布。
- 9月30日，新竹海域有海賊出沒。
- 10月13日，高砂酒造株式會社於阿緱屏東會館舉行創立總會。
- 10月22日，神戶スラバヤ間航路，郵船南洋航路開始營運。
- 11月7日，臺北製酒會社舉行始業式。
- 11月20日，宜蘭電氣株式會社，舉行創立總會。
- 11月30日，基隆輕便鐵道株式會社舉行開業式。
- 12月3日，李棟山隘勇前進隊殉職者福屋警部以下229名追悼會，於臺北本派本願寺臺北別院舉行。
- 12月6日，臺灣製糖會社與埔里社製糖會社合併。
- 12月15日，臺灣製麻株式會社成立。
- 12月22日，打狗精米工場火災燒毀。
- 12月23日，故鐵道部建設技師小山保政記念碑，於打狗金比羅神社境內舉行落成式。
- 12月27日，蘇澳田中組倉庫火藥爆炸，死傷十數名。

### 大正二年（1913年）
- 1月2日，高松豐次郎經營之臺北圓山間乘合自動車開始營業。
- 1月10日，花蓮港地震，9日與10日間共發生95次餘震，無人傷亡。
- 1月12日，全島自轉車大競走會，於台北新公園舉行。
- 1月15日，依臺北市區改正，文武街家屋改築開始。
- 1月20日，自治台以來廳命令、告示、諭告等必附漢譯文，自今廢止。
- 1月22日，氣象通知電報規則發布。
- 1月25日，鎗砲火藥取締規則發布。
- 1月25日，基隆花蓮港間定期航路開始，由小倉丸擔當。
- 1月30日，緩燃導火線並煙花爆竹取締規則發布。
- 2月8日，淡水演武館，舉行開場式。
- 2月16日，臺南製糖株式會社，舉行開場式。
- 2月18日，日吉丸於打狗港沉沒。
- 3月1日，中央山脈降雪。
- 3月10日，通宵銅鑼灣間輕鐵，舉行開通式。
- 3月12日，移出米組合舉行發會式。
- 3月18日，嘉義廳警察官殉難記念碑，舉行揭幕儀式。
- 3月19日，吳鳳廟新築工事落成，佐久間總督蒞臨舉行祭典。
- 3月21日，合歡山探險隊遭暴風雪，隘勇人夫凍死與行蹤不明者約百人。
- 3月23日，臺北郵便局大火，全部燒毀。
- 3月30日，花蓮港廳璞石閣支廳內，發現五新蕃社。
- 4月1日，臺灣國稅徵收規則公布。
- 4月2日，總督府醫學校教授橫川定於臺灣北部河川發現橫川吸蟲（Metagonimus yokogawai），被授予獎牌與獎學金。
- 4月5日，臺南濟生病院舉行落成式。
- 4月10日，瘧疾防遏規則公布。
- 4月11日，新竹市場并弘德館舉行落成式。
- 4月18日，臺北中學校於校庭內，新築角力土俵。
- 4月20日，臺中廳大甲水道，舉行落成式。
- 4月26日，專賣局樟林作業所於臺中南投宜蘭三廳下設置。
- 4月30日，基隆倉庫大火，第三岸壁裏倉庫三棟燒毀。
- 5月4日，花蓮港吉野村埤圳舉行通水式。
- 5月4日，大稻埕天主教會堂舉行落成式。
- 5月17日，基隆木村組之牡丹金礦讓渡予田中組。
- 6月2日，擔保附社債信託規則發布。
- 6月4日，臺灣河川取締規則發布。
- 6月13日，總督府官制改正，因行政整理之故450名依法罷免。
- 6月17日，北投公共浴場工事落成開場。
- 6月30日，稻江醫院舉行落成式。
- 7月19日，臺灣各地遭到暴風雨，損害甚大。
- 7月20日，驅逐艦東雲號於嘉義布袋嘴附近擱淺。
- 8月3日，高砂製筵會社舉行創立總會。
- 8月12日，臺北大火，撫臺街住家8戶燒毀。
- 8月12日，臺灣ゴーコツ社蕃丁4名搭乘竹筏，襲擊石油發動機船，船員三名被斬首。
- 8月30日，新竹沿岸海賊船橫行，多艘戎克船遭襲。
- 9月13日，阿里山作業林產物及製品賣拂規則發布。
- 9月25日，佐久間總督所率合歡山及能高山方面探檢隊出發。
- 10月3日，臺南屠畜場舉行落成式。
- 10月5日，乃木希典遺髮到達臺灣，放置於乃木母親墓側。
- 10月11日，桂太郎逝世。
- 10月12日，基隆港務所廳舍舉行落成式。
- 10月17日，基隆港築港第二期工事完成，舉行祝賀會。
- 10月24日，明治橋起到臺灣神社之神苑道路，工事竣工。
- 10月26日，打狗郵便局舉行落成式。
- 10月30日，大稻埕公學校舉行落成式。
- 11月20日，以羅福星為首被稱作苗栗陰謀事件被發覺，連累220餘名被檢舉。
- 11月29日，臺北大火，北門口街住家8戶燒毀。
- 12月6日，基隆高砂公園舉行開園式。
- 12月6日，臺北郵便局，移轉到新建臨時廳舍。
- 12月9日，臺北市新起橫街寄席芳乃亭，舉行落成式。
- 12月14日，關仔嶺溫泉浴場，舉行落成式。
- 12月18日，羅福星遭到逮捕。
- 12月19日，林本源製糖會社，舉行創立總會。
- 12月19日，於臺北俱樂部一連三天，舉行全島撞球大會。
- 12月20日，臺北偕行社，舉行落成式。
- 12月20日，阿緱九曲堂間鐵道開通，縱貫鐵道完成。

### 大正三年（1914年）

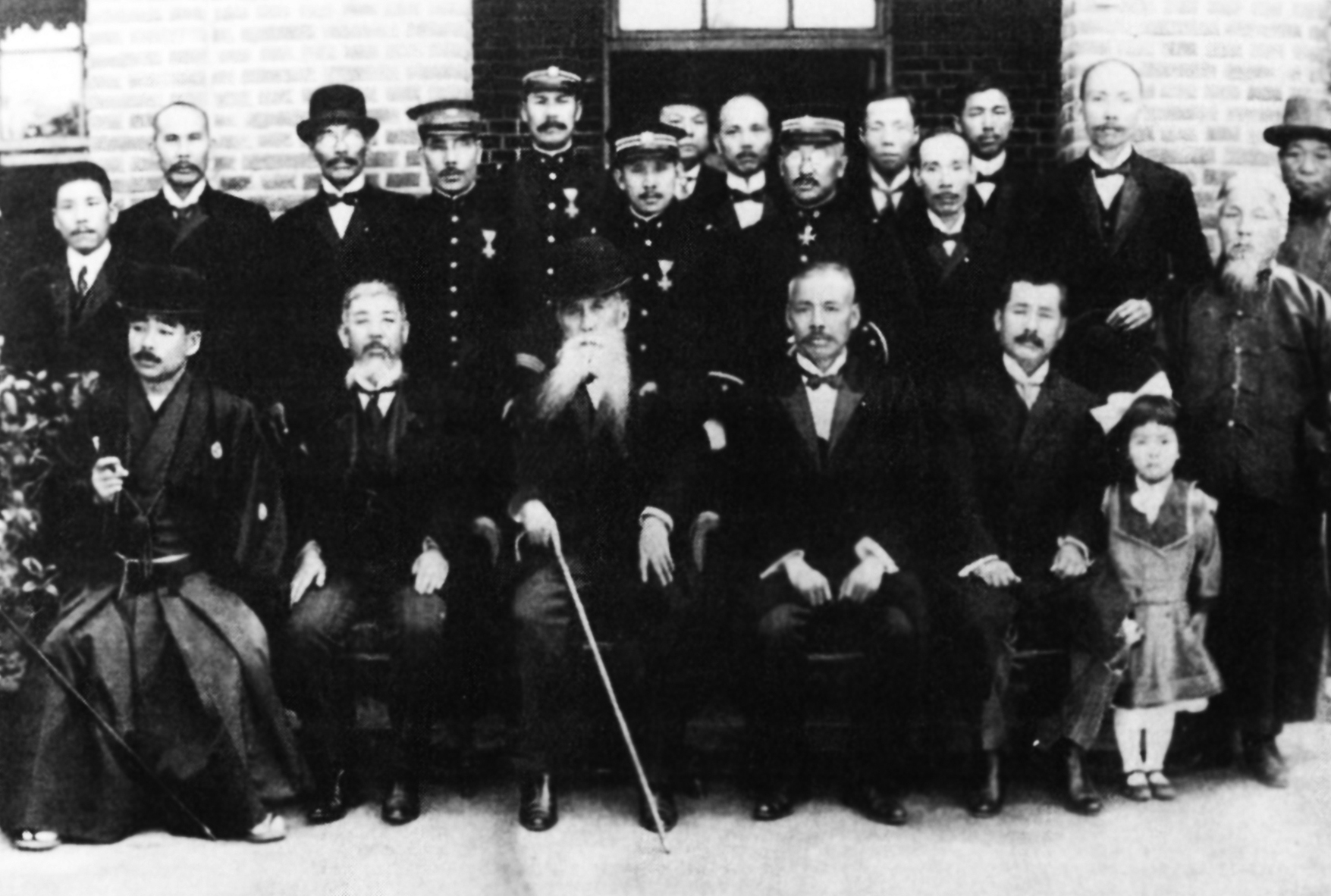
臺灣同化會創設 - 板垣退助（前列中央）、蔡培火（後列中央）、林獻堂（後列右2人目）、蔡惠如（林獻堂左横）於臺灣撮影

- 2月15日，臺灣孤兒院設立。
- 2月15日，阿緱線鐵道開通式，台灣總督佐久間左馬太臨場舉行。
- 3月13日，乃木大將夫妻遺髮建碑式，於臺北三板橋墓地舉行。
- 3月21日，臺灣第一次有飛機飛翔，由野島銀藏駕駛隼號飛機在臺北古亭庄練兵場起降飛行。
- 4月1日，淡水長老教會中學校，舉行開校式。
- 4月8日，野島銀藏駕駛隼號飛機在臺南陸軍練兵場起降飛行表演，觀眾人滿為患。
- 5月16日，野島銀藏駕駛隼號飛機在嘉義失事墜落，野島輕傷。
- 5月17日，太魯閣蕃討伐行動開始。
- 5月23日，臺南中學校舉行開校式。
- 6月15日，大阪商船會社基隆支店舉行落成典禮。
- 6月26日，佐久間左馬太總督於戰線視察中，墜崖負傷。
- 7月1日，總督府警視加福豐次任命為臺北廳長。
- 8月1日，總督府打狗醫院舉行開院式。
- 8月23日，日本發布與德國斷交，并下達宣戰詔書。
- 8月28日，臺北廳加蚋仔庄公學校12歲學生楊塗，被表彰孝子。
- 9月17日，橫行臺北市的手槍大盜山口一郎被捕。
- 10月9日，阿緱廳(屏東縣)原住民リキキ社襲擊リキキ社警察駐在所，警部補以下22名被殺。[3]
- 10月11日，阿緱廳(屏東縣)原住民大舉起義襲擊枋山支廳及阿里港支廳，支廳長脇田警部補以下10名被殺。
- 10月24日，通事吳鳳建碑式，於嘉義社口庄舉行。
- 11月7日，臺北北門街大火，燒毀86戶住家。
- 11月15日，郵船會社倉庫倒塌，16人被活埋。
- 11月22日，臺灣聯合醫師會，在臺南公館舉行總會議程。
- 11月25日，彰南線鐵道開通。
- 11月28日，清酒釀造的芳釀社，在臺灣開業。
- 12月10日，臺灣神社大鳥居，舉行建設式。
- 12月16日，灑水自動車，在臺北新公園試運轉。
- 12月10日，鶯歌石三角湧之間的輕鐵，舉行開通式。
- 12月20日，臺灣同化會於臺北創立，旨在消弭日本人與臺灣人的差別待遇。
- 12月30日，臺灣全島學生人數，國語學校718人，同附屬女學校120人，臺北中學校701人，臺南中學校100人，高等女學校423人，工業講習所170人，全島小學校兒童數11676人，公學校64822人，蕃人公學校2593人。

### 大正四年（1915年）
- 1月7日，臺灣日日新報夕刊開始發行。
- 1月21日，台灣同化會評議員，遭全島各廳廳長命令總辭退。
- 1月23日，台灣同化會會費徵收，認可被取消。
- 1月24日，北部野球協會，於臺北舉行發會式。
- 1月24日，打狗公館，舉行落成式。
- 1月31日，臺灣日日新報夕刊廢止。
- 2月3日，臺灣公立中學校官制公布。
- 2月11日，臺灣公立中學校規則發布。
- 2月21日，臺北弘法寺，無料宿泊所舉行落成式。
- 2月25日，六甲事件首領楊松羅添丁劉德等，被執行死刑。
- 2月26日，臺灣同化會遭命令解散。
- 2月28日，總督府官制改正發布，施行行政整理。
- 3月5日，臺灣圖書館規則發布。
- 3月13日，全島寫真展覽會，於新築臺北廳舍一連舉行三天。
- 3月26日，錫口養生院，舉行落成式。
- 3月28日，阿里山列車翻覆，死傷5人。
- 4月3日，彰化水道完工，舉行落成式。
- 4月3日，彰化御遺跡碑，舉行揭幕式。
- 4月8日，新竹飛行，飛行家高左右隆之飛行會於新竹舉行。
- 4月12日，臺東三仙臺，新燈臺點燈。
- 4月18日，臺灣總督府博物館，舉行落成式。
- 4月19日，高左右隆之飛行會於阿緱舉行。
- 4月19日，臺北清酒會社，決議解散。
- 5月1日，安東貞美出任第六任臺灣總督。
- 5月6日，高等小學校，教科及教則發布。
- 5月8日，臺灣同化會幹部詐欺事件，豫審終結。
- 5月12日，花蓮港廳喀西帕南事件，布農族人襲擊八通關越道路喀西帕南駐在所，10名日警死亡。
- 5月17日，花蓮港廳大分事件，布農族人拉荷阿雷兄弟等56人，襲擊八通關越道路大分駐在所，12名日警死亡。
- 6月17日，始政20年紀念日，舉行記念植樹式及全島武術大會。
- 6月25日，總督府新廳舍，舉行上棟式。
- 7月6日，余清芳等人策動反日行動——噍吧哖事件。
- 7月7日，阿緱廳下匪徒蜂起，襲擊甲仙埔支廳及其下各派出所，殺戮甚慘。
- 7月22日，總督府官制改正公布。
- 7月27日，日本領臺以來台北最高溫，到達華氏99.5度(攝氏37.5度)。
- 7月27日，煙草耕作獎勵規則發布。
- 7月30日，桃園電燈株式會社，舉行創立總會。
- 8月3日，臺南廳噍吧哖支廳南庄派出所等數個派出所遭襲擊，吉田警部補以下18名被殺害，稱噍吧哖匪徒事件。
- 8月5日，佐久間左馬太逝世。
- 8月17日，北投臺北間鐵道，汽動車開始運轉。
- 8月20日，臺灣總督府博物館隸屬於殖產局，正式開館。
- 8月22日，噍吧哖事件首領余清芳，遭到逮捕。
- 8月31日，全島自轉車大競走會，於臺北江瀕街埋立地舉行。
- 9月1日，日本芳釀株式會社，舉行創立總會。
- 9月23日，余清芳死刑執行。
- 10月17日，新竹武德殿，舉行落成式。
- 10月21日，國語學校，舉行陛下御真影奉戴式。
- 11月19日，大正競馬會，於臺北江瀕街埋立地舉行一連七天。
- 12月11日，湯地幸平被任命為臺灣總督府警視總長。

### 大正五年（1916年）
- 1月13日，臺灣醫師令，并齒科醫師令公布。
- 1月15日，花蓮港殺人犯東原米三郎被執行死刑，為在臺灣第一位日本內地人被執行死刑者。
- 1月20日，安東貞美視察苗栗造橋之瓦斯石油坑。
- 1月22日，新高銀行開業。
- 1月23日，臺北大屯山降雪。
- 1月24日，臺灣銀行頭取更迭，櫻井鐵太郎新任頭取，柳生一義辭任。
- 2月3日，臺北市內小學校名稱改正。
- 2月23日，臺灣漁業規則並取締規則改正。
- 3月1日，徵兵旅費之件公布。
- 4月1日，自北投起之延長新線鐵道及新北投停車場竣工，營業開始。
- 4月5日，中國福建省代表團巡按使代理汪陽及將軍代理沈觀源，來臺考察。
- 4月10日，臺灣勸業共進會舉行開館式，並舉行飛行機展覽會等餘興。
- 4月12日，國庫金及地方稅規則發布。
- 4月15日，全國新聞記者大會，於臺北鐵道飯店舉行。
- 4月16日，噍吧哖事件首領江定自首。
- 4月20日，圓山動物園，舉行開園式。
- 4月22日，全島圍棋大會，於臺北舉行。
- 4月23日，全島馬拉松競走，並聯珠大會於臺北舉行。
- 4月27日，南洋協會臺灣支部，舉行發會式。
- 5月6日，全島自轉車競走大會，於臺北江瀕街埋立地舉行兩天，選手一百數十名出場比賽。
- 5月7日，全島庭球大會，於臺北舉行。
- 5月12日，全島水產大會，於臺北舉行。
- 5月14日，芝山巖殉難者臨時祭典舉行。
- 5月15日，總督府圖書館，官制改正。
- 5月18日，臺灣地租規則改正發布。
- 5月20日，臺南廳，移轉至新築廳舍。
- 5月30日，臺北製糖會社與臺灣製糖會社合併。
- 6月1日，打狗幼稚園與臺中幼稚園，舉行開園式。
- 6月1日，臺灣銀行基隆支店，舉行落成式。
- 6月6日，鳳山丸於基隆卑南間航行中沉沒，全員平安。
- 6月25日，臺灣無盡會社，開始營業。
- 7月3日，噍吧哖事件首領江定以下37名，死刑判決公布。
- 7月3日，海賊橫行新竹海域，巡查兩名遭到殺害。
- 7月12日，臺南電軌鐵道株式會社設立。
- 8月17日，植村正久來臺，舉行講演會及日本基督教會獻堂式。
- 9月13日，臺灣公醫規則改正。
- 9月13日，噍吧哖事件首領江定外31名，死行執行。
- 9月16日，臺灣倉庫會社設立。
- 9月23日，臺北美音會，於臺北榮座舉行兩天。
- 10月26日，淡水線列車墜落溪底，輕重傷20餘名。
- 11月3日，皇太子迪宮裕仁親王立太子之禮，於全島各地舉行奉祝。
- 11月5日，南部短艇大競漕會，於打狗港內舉行。
- 11月15日，臺中廳下強震。
- 12月1日，臺灣鐵道運賃改正，運費減輕。
- 12月2日，蕃產物品評會，於桃園廳角板山舉行兩天。
- 日本人為儲存太平山林場木材，將羅東鎮的松羅埤作貯木池，日後成為羅東林場[10]。

### 大正六年（1917年）
- 1月4日，日本辯護士協會台灣支部於台北朝日座，舉行政談大演說會。
- 1月5日，南投廳強震，壓死者50名輕重傷50餘名，五百餘戶住家毀損。
- 1月7日，南投廳再度強震，二百五十餘戶住家毀損。
- 1月8日，大屯山降雪，多量積雪達八合目以上。
- 1月8日，臺中廳下原住民襲擊丹大社駐在所。
- 2月9日，臺北市降霜，領臺後隔11年再度降霜。
- 2月21日，外國旅券規則改正發布。
- 2月21日，甘為霖(威廉·坎貝爾 William Campbell)返國，自明治4年渡臺傳教以來，對臺灣盲人教育貢獻甚鉅。
- 2月21日，阿里山貨車翻覆，一人即死，4人輕重傷。
- 2月26日，臺灣冰糖會社解散。
- 3月6日，大阪角力小染川一行，於臺北新起街市場內舉行表演。
- 3月9日，臺灣煙草專賣規則施行規則改正。
- 3月9日，南投廳集集支廳發生旋風，1棟住家遭捲上空中而粉碎。
- 3月18日，樺山大將壽像除幕式，於基隆車站前舉行。
- 3月27日，臺灣地方稅則施行規則改正。
- 3月27日，貴族院書記官長柳田國男來臺。
- 3月30日，下村民政長官同柳田國男書記官長，蕃地視察。
- 4月10日，私立臺灣佛教中學林舉行開林式。
- 4月16日，私立靜修女學校舉行開校式。
- 4月17日，花蓮港太魯閣支廳饅頭山新開道路崩壞。
- 4月18日，阿緱廳下發生強烈旋風，49棟住家遭到破壞。
- 4月20日，東洋協會臺灣支部附屬私立臺灣商工學校於總督府師範學校附屬小學校舉行開校式。
- 4月26日，因強烈旋風豪雨，嘉義廳下住家一百數十戶倒塌，阿緱澎湖兩廳受旋風襲擊損害頗多。
- 5月4日，花蓮港豐田村，舉行埤圳通水式。
- 5月10日，艋舺義塾開課。
- 5月23日，新竹桃園兩廳下原住民大鬥爭，死傷十數名。
- 5月26日，臺南高等女學校舉行開校始業式。
- 5月28日，總督府商業學校，官制同規則發布。
- 6月3日，臺北後村圳，舉行建碑式。
- 6月8日，羅馬大司教ルドビクス，來臺各地視察。
- 6月9日，水產會社鰹節工場，舉行落成式。
- 6月14日，總督府商業學校，舉行開校式。
- 6月17日，總督府殖產局附屬商品陳列館，於臺北苗圃開館。
- 6月17日，臺南公園舉行開園式，并舉行水道通水式。
- 6月17日，臺南公園內新設自動電話。
- 6月28日，臺南安平海域因暴風雨，出航捕漁中的竹筏五十艘遇難，150餘名失蹤。
- 7月8日，鶯歌石附近列車翻覆，輕重傷十數名。
- 7月8日，臺北理髮業雇職人同盟，罷工。
- 7月15日，臺灣ハリストス（基督東正教會），正教婦人會於臺北八甲庄̠正教會舉行發會式。
- 7月23日，蕃人金錢物品授受相關事項發布。
- 7月24日，宜蘭鐵道，舉行起工祝賀會。
- 7月25日，海底電線、水利、鐵道三大事業預算通過，於臺北舉行祝賀會。
- 7月26日，阪元飛行中尉，於古亭庄̠練兵場試驗飛行。
- 7月27日，總督府研究所山口技師左手之前被龜殼花咬傷病危，已經痊癒。
- 7月31日，拓殖局官制公布。
- 8月5日，於臺中練兵場，舉行中部耐熱飛行。
- 8月31日，臺北手形（票據）交換所，指定。
- 9月8日，新竹凶蕃，舉行和解埋石式。
- 9月25日，臺灣總督官邸，暫時移轉至古亭庄別邸。
- 9月26日，德島縣知事末松偕一郎任臺灣財務局長，原中川財務局長轉任群馬縣知事。
- 9月27日，於臺北府前街第一消防詰所樓上，舉行澤井市藏銅像除幕式。
- 10月9日，郵便振替貯金規則改正發布。
- 10月13日，稻江信用組合成立。
- 10月17日，北部短艇競漕會，於基隆港舉行。
- 11月4日，南部短艇競漕會，於打狗港內舉行。
- 11月6日，臺中停車場，舉行改築落成式。
- 11月16日，大谷光瑞，來臺各地巡錫。
- 11月17日，臺灣總督府工業講習所，規則發布。
- 11月17日，臺中教育展覽會，舉行開會式。
- 12月13日，廈門商務總會總理黃慶元一行十名，來臺北街觀光。
- 12月18日，臺灣新聞紙令公布。
- 12月20日，水產試驗船凌海丸，出發進行海流調查。
- 12月21日，於林業試驗場舉行法國宣教師フオーリー銅像除幕式，フオーリー氏乃臺灣植物界的恩人。
- 12月26日，李崠山方面積雪三尺，創本島新記錄。
- 12月29日，早大野球團來臺，與臺灣團進行比賽帶動野球熱高潮。

### 大正七年（1918年）
- 1月1日，總督府營林局木材價格，上漲三成五。
- 1月3日，七堵炭坑瓦斯爆發，21人當場死亡5人輕重傷。
- 1月13日，於總督府農業試驗場，舉行農物產品評會。
- 1月31日，槍砲火藥取締施行規則，改正發布。
- 1月31日，寒氣凜冽，養魚凍死眾多。
- 2月4日，臺北中央公會，決議解散。
- 2月16日，奇術師天華一行，於朝日座開演。
- 2月23日，台灣礦業會社設立。
- 2月24日，於嘉義廳樸仔腳支廳，舉行鼠疫撲滅祝賀會。
- 3月2日，移民指導規則廢止，官營移民廢止。
- 3月3日，臺灣商事報改名為臺灣經世新報。
- 3月6日，阿里山大火，六日起燒三晝夜。
- 3月9日，臺灣經世新報主辦政談大演說會，於臺北朝日座舉行。
- 3月10日，臺南少年團，舉行結團式。
- 3月11日，舉行桃園製茶品評會。
- 3月17日，宮川一水翁建碑式，於草山溫泉舉行。
- 3月17日，街路取締規則發布。
- 3月23日，基隆炭礦會社設立。
- 3月31日，臺灣公學校規則，改正發布。
- 4月2日，臺灣總督府醫學專門部，規則發布。
- 4月27日，艋舺驛舉行落成式。
- 4月27日，大島久滿次逝世，曾任臺灣警視總長與民政長官。
- 4月30日，臺灣果物會社設立。
- 5月1日，臺灣拓殖製茶會社設立。
- 5月18日，臺灣電氣協會，舉行發會式。
- 6月1日，腦脊髓膜炎，指定為傳染病。
- 6月6日，明石元二郎出任第七任臺灣總督。
- 6月11日，總督府醫學校規則發布。
- 6月13日，臺北廳參事林熊徵，兼大稻埕區長就任。
- 6月17日，本島製紙捲菸草敷島，由專賣局開始販售。
- 6月22日，鶯歌石驛列車衝突翻覆，死傷五十餘名。
- 6月26日，臺灣違警令發布，自明治41年由府令所發布之警察違警例廢止。
- 7月2日，總督明石元二郎昇陸軍大將。
- 7月13日，私立醫院規則發布。
- 7月16日，瓦斯使用規則發布。
- 7月26日，勳六等儒醫黃玉階仙逝，享年六十九。
- 8月1日，警察本署，移轉至總督府新廳舍。
- 8月18日，總督府工業學校官制發布。
- 8月19日，新高山主山一帶降雪。
- 8月24日，荷蘭政府自今年九月十五日以後，禁止包種茶輸入至爪哇。
- 9月5日，阿里山降霜，為本年度之初霜。
- 9月21日，砂糖消費稅法，施行規則改正發布。
- 9月21日，南投炭礦株式會社設立。
- 9月25日，國勢調查施行令公布。
- 9月26日，前臺灣銀行頭取柳生一義雕像，於新公園揭幕。
- 9月27日，臺南孔子廟修築，舉行落成式。
- 10月1日，軍需工業動員法，施行之件公布。
- 10月1日，郵商船自由航路，運費上漲開始實施。
- 10月1日，中央山脈橫斷道路完成，開始遞送郵便物。
- 10月4日，總督府工業學校規則發布。
- 10月7日，米穀移出商同業組合，舉行組合大會。
- 10月7日，林本源製糖紛爭，社員四十餘名退社。
- 10月13日，花蓮港街大火，住家四百餘戶燒毀。
- 10月25日，新竹神社舉行鎮座祭。
- 10月31日，本月惡性流行感冒肆虐。
- 11月1日，全島醫院長會議，於總督府醫學校舉行。
- 11月5日，因應惡性流行感冒，台北市內所有學校放假五天 : ）。
- 11月5日，因惡性流行感冒造成從業員不足，臨時貨車運轉中止。
- 11月14日，中部海岸線鐵道問題，台中市民代表向下村宏民政長官陳情。
- 11月18日，山下汽船會社，於台北設支店，基隆、高雄、臺南各設置出張所。
- 11月20日，傭人扶助令公布。
- 11月20日，全國上水道會議，於臺灣總督府舉行，工學博士大井清等29名出席。
- 11月26日，臺北醫院出火，機關庫全部燒毀。
- 12月6日，圓山護國臨濟禪寺住持，長谷慈圓仙逝。
- 12月11日，臺灣紡織株式會社設立。
- 12月17日，法政大學野球團，來臺巡迴比賽。
- 12月28日，臺中有志之士就中部海岸線鐵道問題，於臺中座舉行演說會。
- 12月29日，傭人扶助令，施行規則發布。

### 大正八年（1919年）
- 1月4日，臺灣教育令公布。
- 1月4日，新高銀行臺南支店設置，開始營業。
- 1月13日，高砂麥酒株式會社設立。
- 1月18日，米穀移出，許可之件發布。
- 1月21日，新高製冰會社與大日本製冰會社合併。
- 1月29日，華南銀行舉行創立總會。
- 2月4日，大屯山降雪，一缸子的人上山賞雪。
- 2月5日，北投窯業株式會社設立。
- 2月20日，林內車站內鐵路貨車相撞，四輛列車粉碎數人輕重傷。
- 3月8日，錫口臺灣總督府成德學院，舉行落成式。
- 3月10日，技師新元鹿之助升任鐵道部長，下村鐵道部長解職。
- 3月15日，華南銀行開始營業。
- 3月23日，宜蘭蘇澳間鐵道，舉行開通式。
- 3月31日，高中等學校官制公布，包括高等商業學校，醫學專門學校，商業專門學校，師範學校，公立高等普通學校，公立女子高等普通學校，公立高等女學校，公立實業學校，公立簡易實業學校各官制。
- 3月31日，師範學校規則發布。
- 3月31日，師範學校附屬小公學校規則發布。
- 3月31日，臺北水道恩人巴爾頓博士胸像，舉行揭幕式。
- 3月31日，臺灣總督府完工。
- 4月6日，釋尊降誕會，於臺北新公園舉行花祭。
- 4月15日，新高銀行臺中及打狗出張所，開始營業。
- 4月15日，小包郵便料，漲價五成開始實施。
- 4月20日，臺灣製腦株式會社設立。
- 4月20日，公立學校規則發布，包括公立高等普通學校，公立女子高等普通學校，公立簡易實業學校。
- 4月25日，臺灣電力株式會社令公布。
- 4月25日，阿里山神社，舉行遷座式。
- 5月1日，基隆臺北間鐵道複線，舉行試運轉式。
- 5月5日，八堵瑞芳間鐵道，舉行開通式。
- 5月6日，臺灣舊慣調查會規則廢止。
- 5月12日，基隆魚市場大火，全部燒光光。
- 5月21日，高官大異動，相賀嘉義廳長轉任土木局長，富島台北廳長轉任警視總長，齋藤阿緱廳長轉任電信局長等。
- 5月25日，臺灣電化會社設立。
- 5月27日，鐵道部移轉至新築廳舍。
- 6月1日，淡水高爾夫球場，舉行開場式。
- 6月2日，彰化銀行基隆出張所，開始營業。
- 6月7日，第二特務艦隊之德意志潛水艇7艘，進入馬公港。
- 6月8日，專門學校規則發布，包含商業專門學校規則及農林專門學校規則。
- 6月10日，臺灣公醫候補生規則廢止。
- 6月21日，荷蘭政府對臺灣輸入爪哇的包種茶，輸入解禁。
- 6月27日，總督府官制改正，民政部轄下設內務，財務，遞信，殖產，土木，警務等六局，另設法務部，廢止警察本署，地方部及學務部。
- 6月30日，隈本師範學校長，轉任高等商業學校長。
- 7月1日，表祝講和成立暨平和記念觀兵式，於臺北古亭庄練兵場舉行。
- 7月1日，臺南手形交換所指定。
- 7月4日，明石總督因流感引發肺炎，發布病篤消息。
- 7月8日，澎湖廳下出現12名霍亂患者，有蔓延的跡象。
- 7月20日，臺北市內乘合自動車，開始營業。
- 7月21日，彰化銀行增資，資本金六百萬圓增資。
- 7月28日，總督府作業所官制廢止。
- 7月30日，集金郵便振替貯金，特別取扱規則發布。
- 7月31日，臺灣電力株式會社設立。
- 8月1日，高木友枝任臺灣電力株式會社社長，角源泉同任副社長。
- 8月7日，專賣局菸草漲價實施。
- 8月8日，法院條例改正，分為地方法院及高等法院，高等法院轄下設覆審部及上告部。
- 8月9日，臺東街全滅，受到暴風雨摧殘的臺東街，百餘家屋全部倒塌死傷百餘名。
- 8月10日，總督府法院判官谷野格高，轉任高等法院長。
- 8月20日，明石總督兼任臺灣軍司令官。
- 8月25日，暴風雨橫貫全臺，災情頗多。
- 8月25日，薩摩丸沉沒於澎湖海域，僅川端幸一倖存。
- 9月22日，臺灣製紙株式會社，於士林成立。
- 9月23日，高砂興業株式會社設立。
- 9月28日，國防用防禦營造物，區域取締規則廢止。
- 9月29日，臺灣軌道株式會社設立。
- 10月4日，國勢調查施行規則發布。
- 10月10日，朝日製糖株式會社設立。
- 10月17日，明石總督再度發病，於門司港上陸後於福岡療養。
- 10月17日，宜蘭神社舉行遷座祭。
- 10月17日，臺中水泳場舉行開場式。
- 10月19日，三角湧輕鐵臺車翻落溪底，曾任臺北辯護士會長之山口十次郎當場死亡。
- 10月24日，總督明石元二郎仙逝，享年五十六也。
- 10月29日，男爵田健次郎任命為臺灣總督，乃初代文官總督。
- 11月3日，明石總督葬儀於臺北三板橋舉行。
- 11月3日，臺中高等普通學校學生暴行，兩百名學生襲擊破壞臺中街洗滌業者家屋。
- 11月4日，臺灣森林令公布。
- 11月8日，阿緱神社舉行鎮座祭。
- 11月11日，田健次郎總督到任。
- 11月15日，宜蘭礁溪間鐵道開始運轉。
- 11月23日，臺灣鐵工所設立。
- 11月24日，臺東街大火，四十戶住家燒毀。
- 11月29日，伊澤修二建碑式，於芝山巖舉行。
- 11月30日，臺中火車站火車相撞翻覆，列車三輛毀壞輕重傷數名。
- 12月1日，質屋取締法施行之件公布。
- 12月2日，臺灣勸業無盡會社設立。
- 12月13日，大和製糖株式會社設立。
- 12月15日，臺灣航路汽船運費，漲價兩成。
- 12月15日，桃園大圳舉行起工式。
- 12月15日，新竹製糖株式會社設立。
- 12月20日，基隆劇場株式會社設立。
- 12月29日，小公學校教員免許令，施行規則發布。
- 12月31日，惡性流感蔓延，病死者頗多。

### 大正九年（1920年）
- 1月1日，臺灣流行性感冒蔓延，新年慶賀活動甚為寂寥。
- 1月7日，臺北江瀕街埋立地記念碑，舉行除幕式。
- 1月11日，臺灣漁業取締規則改正，發布。
- 1月14日，臺北記者俱樂部設立。
- 1月14日，西螺大火，嘉義廳下西螺支廳轄區內一庄60餘戶燒毀，幾乎滅庄。
- 1月14日，阿里山連峰積雪。
- 1月15日，南洋倉庫株式會社，舉行創立總會。
- 1月21日，曾任臺灣頭取之柳生一義仙逝。
- 1月24日，臺灣煉瓦會社，增資三百萬圓。
- 2月11日，基隆上家使用規則發布。
- 2月13日，地理監查規定發布。
- 2月14日，國稅徵收規定發布。
- 2月21日，臺北師範學校之教育會，主辦國語演習會兩天。
- 2月21日，青島民政署派遣之本島教育視察團，祝光次郎外三名來臺各地視察。
- 3月2日，大阪府天王寺師範學校校長外六名，來臺視察地方教育狀況。
- 3月8日，臺灣節約同盟會設立。
- 3月28日，新竹驛附近鐵道貨車衝突，十數輛貨車撞毀。
- 4月1日，臺灣總督府警務局，設立警察飛行班。
- 4月2日，臺灣遊興稅規則發布，4月10日開始實施。
- 4月3日，淡水河面架式之木造臺北橋，舉行渡初式。
- 4月3日，株式現物商同業組合，舉行創立總會。
- 4月6日，北勢番番害頻發，蕃地搜索隊編成。
- 4月10日，文官服制改正，戴略帽並廢止配劍。
- 4月16日，警察飛行班於臺北練兵場，舉行試驗飛行，田健治郎總督蒞臨。
- 4月17日，田健治郎總督本日起至臺灣東部視察。
- 4月20日，臺灣炭業株式會社，舉行創立總會。
- 4月20日，大正醬油會社，舉行創立總會。
- 4月23日，宜蘭廳本島人觀光團25名，前往日本內地產業視察。
- 5月6日，嘉義廳打貓支廳發生旋風，住家數十棟倒潰。
- 5月7日，阿里山鐵道列車翻覆，死傷者數名。
- 5月11日，參事官片山秀太郎，任命為高等商業學校校長。
- 5月15日，田健治郎總督出發前往阿里山及澎湖視察。
- 5月16日，警察飛行班開始蕃地偵查飛行。
- 5月25日，臺北市內之大本教教徒大村龜太郎外五名，受戒告處分。
- 5月27日，臺灣中北部受到豪雨肆虐，被害頗多。
- 5月30日，新高銀行增資六百萬圓。
- 5月30日，醫學專門學校，醫學專門部規則改正發布。
- 5月31日，田健治郎總督前往基隆視察。
- 6月2日，農業基本調查會，於總督府一連舉行5田。
- 6月4日，望月恆造出任臺北地方法院院長，金子保次郎出任臺南地方法院院長。
- 6月5日，臺灣全島發生強震，全壞家屋118戶24人死亡，臺北測候所地震計破損。
- 6月6日，宜蘭鐵道現猴洞頂雙溪間工程，因地震隧道崩塌，工人20名活埋，後全員無事救出。
- 6月8日，臺北城東小學校學生遠足歸校之際，於錫口渡船場發生渡船翻覆，學生2人溺斃。
- 6月13日，嘉義副業品評會、衛生展覽會及煙草品評會及學藝展覽會，於嘉義廳舍舉行五天。
- 6月13日，古川清一仙逝享年53，古川從事訴訟代理人辯護士，曾任臺北防疫組合長及大稻埕公會長。
- 6月16日，臺北公設質鋪，營業開始。
- 6月17日，始政25年記念日，於臺灣神社舉行記念祭。
- 6月17日，於始政25年記念日，田健治郎總督表揚15年以上之勤續官吏。
- 6月17日，原住民プヨン社所在地攻佔，倉庫12棟住家10棟被焚毀。
- 6月18日，臺北商工會向總督府提出貨幣代用品取締建議。
- 6月27日，二葉俱樂部於臺北新公園，舉行陸上競技會，從此臺灣陸上競技逐漸流行。
- 6月27日，美國婦人觀光團一行10人，來到臺北市觀光唷。
- 7月6日，臺中東勢角支廳轄下原住民大舉襲擊隘勇線，警官以下死傷者10名。
- 7月12日，基隆大火，基隆驛頭旁的三旅館燒毀。
- 7月17日，新竹廳轄下之シャカロ-警戒所遭到原住民襲擊，彈藥五千五百發被搶。
- 7月18日，為支援州廳設置運動，嘉義舉行市民大會。
- 7月18日，為支援發電所設置運動，基隆舉行市民大會。
- 7月23日，為支援鐵道速成運動及宜蘭廳之存置，宜蘭舉行市民大會。
- 7月27日，淡水線士林驛發生列車衝突，輕重傷6名。
- 7月27日，地方制度大改正，州制市制街庄制公布，五州二廳三市47郡155街庄。
- 8月1日，臺灣所得稅令公布。
- 8月1日，臺灣酒造稅規則改正發布。
- 8月8日，臺灣中南部地方豪雨，被害甚鉅。
- 8月10日，州廳郡街庄名稱位置管轄區域制定。
- 8月10日，全臺灣島地名改正。
- 8月10日，臺北炭礦株式會社增資五百萬圓，改名為臺陽礦業株式會社。
- 8月13日，中川小十郎就任臺灣銀行頭取。
- 8月16日，內地直航船，開始實施檢疫。
- 8月20日，元大藏省理財局長森俊六郎，轉任臺灣銀行副頭取。
- 8月25日，田健治郎總督與柴軍司令官，招待美國英國荷蘭三國領事一起來吃晚餐啦。
- 8月25日，臺北廳應援隊巡查遭到原住民襲擊，兩名當場死亡一名重傷。
- 8月25日，基隆築港第三期完成，舉辦祝賀會。
- 8月26日，大湖口驛鐵道貨車翻覆，四輛毀損重傷者3名。
- 8月27日，官佃溪埤圳組合總代，舉行協議會。
- 8月27日，臺灣合同電氣株式會社，舉行創立總會。
- 8月31日，臺灣刑事令改正公布。
- 9月1日，州知事及市尹任命，武藤針五郎任臺北市尹，金子惠教任臺中市尹，荒卷鐵之助任臺南市尹，各州舉行開廳式。
- 9月3日，臺灣全島受暴風雨襲擊，被害頗多，剛竣工之臺北橋流失。
- 9月18日，臺中州下原住民サラマオ蕃攻擊合流分遣所，守屋巡查以下七名遭到斬首，門岡駐在所亦遭襲擊，久保警部補以下四名遭到斬首。
- 10月1日，國勢調查，全島一齊實施。
- 10月4日，警察飛行班實施爆擊飛行攻擊原住民蕃地中，飛行機墜落遠藤警部即死，依田特務曹長負傷。
- 10月17日，體育協會，舉行發會式。
- 10月17日，謝文達於臺中做鄉里訪問飛行，為本島人飛行之嚆矢。
- 10月17日，臺北市發現コレラ(霍亂)患者，臺北市內禁止生果物與生魚販賣。
- 10月26日，故明石總督一年祭，於三板橋塋域舉行。
- 11月4日，萱原分遣所遭到臺灣原住民襲擊，巡查以下9名被殺害。
- 11月5日，高砂歌劇協會少女歌劇，本日起於榮座開演。
- 11月10日，臺灣州戶稅規則發布。
- 11月17日，搜索隊殺害25名日前發動襲擊的臺灣原住民。
- 11月23日，臺中商業學校生徒同盟休校。
- 11月30日，屏東飛行場開設。
- 12月5日，基隆輕鐵臺車翻覆，8人當場死亡數名重傷。
- 12月15日，モルヒネ（morphine）與コカイン（cocaine），取締規則發布。
- 12月16日，國事調查發表，本島總人口365萬4398人。
- 12月21日，臺灣內地間等通航船舶，取締規則發布。
- 12月24日，臺中清水間海岸線，舉行試運轉。
- 12月27日，基隆大火，住家50餘戶燒毀。
- 12月31日，本年中新設會社共116會社，資本金6831萬。

### 大正十年（1921年）
- 1月8日，美國職業野球團來臺，於臺北市與全台灣野球團舉行比賽，並至中南部舉行巡迴比賽。
- 1月14日，基隆船渠會社所有之臺福丸，於福州海域沉沒。
- 1月17日，臺灣各銀行代表聚集於臺灣銀行，舉行金融調節會議。
- 1月22日，八通關越道路東段竣工，起點玉里、終點大水窟，總長21日里7町。
- 1月24日，明治製糖會社農場發生黑穗病，實施燒卻驅除法來遏止蔓延。
- 1月26日，臺灣總督府於臺北州下，買收前年至今腐敗茶葉，並予廢棄處分。
- 1月26日，霞喀羅原住民襲擊見晴分遣所。
- 1月26日，カヨ、カイヤイ兩社原住民，舉行暫時歸順式。
- 1月28日，臺灣燐礦株式會社設立。
- 1月30日，林獻堂連同178位旅日台民向帝國議會首次提出《臺灣議會設置請願書》，開啟了臺灣議會設置請願運動。
- 2月1日，嘉義驛內機關車衝突，數名輕重傷。
- 2月3日，在基隆海域捕魚之發動汽船受到暴風雨襲擊而多數行蹤不明，出動驅逐艦搜索中。
- 2月3日，三叉驛發生列車衝突，十數名輕重傷。
- 2月4日，大屯山七星山竹仔山一帶降雪。
- 2月10日，臺灣風俗誌由片岡巖編纂發行。
- 2月12日，醫學專門學校內，山口與高木兩博士胸像舉行除幕式。
- 2月12日，醫學專門學校豫科學生，發動昇格運動。
- 2月17日，全臺灣島料理業者貸座敷業者舉行聯合大會，決議發動遊興稅撤廢請願。
- 2月22日，工場胎權規則改正公布。
- 2月25日，警察航空班警部高柳幸，於操縱中島式飛行機飛行途中墜落而重傷，之後不幸死亡。
- 3月15日，法律第三號公布，將日本本土的法律以天皇「敕令」的方式適用於臺灣，本法將於大正11年1月1日施行。
- 3月18日，學校生徒兒童身體檢查規則制定。
- 3月18日，馬公港內之春日艦，艦載飛行機舉行練習飛行。
- 3月22日，鶯歌驛附近貨車列車翻覆，貨車21輛粉碎。
- 3月22日，第二遣外艦隊，基隆入港。
- 3月22日，大永興業株式會社設立。
- 3月24日，陸軍軍醫監下瀨謙太郎，被任命為臺北醫院院長。
- 3月24日，萬華新店間之臺北鐵道，舉行試運轉式。
- 3月25日，蕃地交通規則廢止。
- 3月26日，臺灣小學校規則，改正發布。
- 3月31日，臺北防疫組合解散。
- 3月31日，八通關越道路西段竣工，總長32日。
- 4月8日，防疫組合規則廢止。
- 4月8日，東京角力栃木山一行自本日起於臺北江瀕街埋立地，一連表演五天。
- 4月10日，學校傳染病豫防規則發布。
- 4月14日，臺灣所得稅令，改正發布。
- 4月15日，輸出入植物取締規則發布。
- 4月17日，臺北鐵道株式會社於新店舉行臺北新店間鐵道開通式。
- 4月24日，臺灣公學校令廢止。
- 4月27日，公立中等學校規則，包含公立中學校、公立高等女學校、公立實業學校等，規則及官制發布。
- 4月28日，笞刑(鞭刑)處分例廢止。
- 5月1日，臺灣電氣興業株式會社成立。
- 5月3日，受總督府補助，山下汽船會社以大華丸，開始海防航路的初航。
- 5月5日，鐵道協會總會於臺北鐵道ホテル舉行，日本內地的協會會員共195名來台列席。
- 5月10日，林本源製糖會社社長更替，林熊徵出任社長，林鶴壽引退。
- 5月13日，九州臺灣間連絡海軍飛行機降落於基隆港內，開始內臺連絡海軍飛行。
- 5月14日，新高商事會社解散。
- 5月20日，高等商業校教授中屋重治（日语：中屋重治）被任命為在外研究員。
- 5月27日，李得生自明治32年以來23年間擔任海軍幕僚定夫，接受軍令部長表揚。
- 6月1日，臺灣總督府評議會員，官制公布。
- 6月1日，高等法院長谷野格外二十四名總督府評議會員任命。
- 6月10日，時宣傳，正午時刻正時，舉行全臺灣島宣傳活動。
- 6月11日，第一回臺灣總督府評議會，11日至15日間於臺灣總督府舉行。
- 6月14日，北海道帝大總長佐藤昌介，來臺各地視察。
- 6月21日，阿里山鐵道貨物列車發生事故，2人當場死亡，13人輕重傷。
- 7月11日，專賣局長賀來佐賀太郎就任臺灣總督府總務長官，元總務長官下村宏去職。
- 7月15日，千代田俱樂部記者團，一行七名來臺視察。
- 7月18日，臺北府前街發生大火，住家十三戶燒毀。
- 7月31日，日本領臺以來創最高溫紀錄，氣溫達到華氏101.5度(攝氏38.6度)。
- 8月2日，臺灣總督府中央研究所官制公布。
- 8月5日，臺北魚市會社，與臺灣トロ-ル會社合併。
- 8月15日，衛生展覽會，於臺北江瀕街埋立地舉行。
- 8月15日，東洋汽船會社大洋丸基隆港入港，乃基隆港築港以來，第一艘兩萬噸級的汽船。
- 8月17日，臺灣無盡業法，施行規則發布。
- 8月18日，臺灣教育會派遣臺灣宣傳活動寫真映画委員，前往日本內地宣傳。
- 8月21日，雜誌新臺灣廢刊。
- 8月25日，臺灣總督府評議會員更換，富地近思依願免職，新任評議會員田村武七上任。
- 8月29日，日本東宮殿下臺灣海峽御通過，田健治郎總督代表祝電。
- 9月5日，能高蕃大舉襲擊サラマオ蕃。
- 9月17日，局長知事更迭，相賀照鄉臺北州知事轉任警務局長，宮內省調度頭吉田平吾任遞信局長，判官高田富藏任臺北州知事。
- 9月27日，飲食物取締規則發布。
- 9月29日，原動機取締規則發布。
- 10月8日，局長知事更迭，事務官池田幸甚任專賣局長，事務官吉岡荒造任臺南州知事，大藏省專賣局參事官常吉德壽任新竹州知事。
- 10月12日，比律賓總督ウツド來臺，訪問田健治郎總督。
- 10月15日，全島小學校教育大會，於師範學校舉行。
- 10月17日，臺灣文化協會於台北市大稻埕靜修女子學校舉行創立大會。
- 10月20日，加福豐次逝世享年四十七，歷任檢察官，臺北廳臺中州知事。
- 10月24日，全島漢詩人茶話會，於總督官邸舉行。
- 10月24日，鐵道部員表彰。
- 10月30日，教育功勞者表彰於總督府舉行，表揚松山捨吉等十四名教育功勞者。
- 10月30日，中學校設立運動，於屏東舉行市民大會，發起中學校設置運動。
- 11月1日，フ-ト博士應臺灣電力會社招聘來臺，前往中南部地方視察。
- 11月12日，第十七回教育會總會，於艋舺公學校舉行。
- 11月14日，大屯山金礦採掘許可，批准臺北兒玉礦業所大屯山金礦採掘。
- 11月19日，第十六回醫學會大會，於總督府醫學專門學校舉行。
- 11月25日，皇太子裕仁親王攝政之件宣布。
- 11月28日，全島埤圳大會，於宜蘭舉行兩天。
- 11月30日，臺灣貯蓄銀行，舉行創立總會。
- 12月11日，臺東開拓株式會社設立。
- 12月11日，臺灣正米市場規則發布。
- 12月21日，高雄劇場，舉行開場式。
- 12月28日，全島酒造業者大會，於臺北舉行。
- 12月28日，臺灣水利組合令發布。
- 12月31日，在苗栗縣後龍鎮過港地區開挖縱貫鐵路隧道，發現過港貝化石層[11]。

### 大正十一年（1922年）
- 1月9日，琦玉縣技師田賀奈良吉，被任命為台灣總督府土木局土木課長。
- 1月11日，全島視學講習會，於總督府一連舉辦十天。
- 1月21日，在外研究員規程公布。
- 1月30日，獻穀田地鎮祭，於臺北州士林庄舉行。
- 2月4日，善行者橫山虎次等11名受臺北州表揚，舉行表彰式并賞金50圓。
- 2月5日，臺北師範學校學生暴動，包圍飆罵同校警察官并投石攻擊，南署警察署長岡野拔刀制止後平息，被稱之師範生暴行事件。
- 2月6日，臺灣教育令公布。
- 2月7日，臺灣首任總督伯爵樺山資紀仙逝。
- 2月11日，受基督教青年會招聘，有「貧民街的聖者」的稱號的賀川豐彥來台傳道演講。
- 2月14日，全島料理業貸座敷業者大會，於臺中香園閣舉行。
- 2月15日，總督府殖產局水產試驗船凌海丸於高雄出帆，前往南中國海及越南進行水產調查。
- 2月16日，浪花節吉田奈良丸，於臺北榮座一連表演5天。
- 2月18日，高等商業學校校友會於臺北城西小學校(今臺北市西門國小)，舉辦學生辯論大會。
- 2月18日，臺南商業學校生徒父兄大會成立，針對商業專門學校存廢問題，決議提案昇格運動。
- 3月5日，教育會主辦的全島國語演習會，於臺北師範學校舉行。
- 3月6日，士林獻穀田，舉行田植祭。
- 3月9日，商業專門學校，文部省認定。
- 3月10日，下瀨臺北醫院長去職。
- 3月11日，木柵獻穀畑，舉行地鎮祭。
- 3月12日，工業生徒同盟休校，臺北州立第二工業學校學生全部停課。
- 3月13日，技師倉岡彥助被任命為臺北醫院長。
- 3月18日，農業倉庫令，施行規則發布。
- 3月26日，艋舺女紅場，舉行落成式。
- 3月30日，供託局官制公布。
- 3月31日，醫學專門學校、高等農林學校、高等商業學校、高等學校、臺北師範學校、台南師範學校、中學校高等女學校及實業學校，官制公布。
- 4月日1，總督府教育令改正，諭告發布。
- 4月1日，學校規則發布，高等學校并高等商業學校、高等農林學校、師範學校、公立小公學校并中學校、高等女學校、農業學校、工業學校、商業學校、實業補習學校、高等女學校演習科及講習科各規則發布。
- 4月1日，臺北市町名改稱。
- 4月1日，總督府秘書官喜多孝治，上任殖產局長。
- 4月1日，大阪角力大錦一行，於臺北市築地町一連表演五天。
- 4月9日，英皇太子臺灣海峽御通過，田健治郎總督代表發電報請安。
- 4月20日，平和博覽會臺灣デ 一 (臺灣日)舉行。
- 4月24日，齋藤愛二仙逝，歷任阿緱廳長、通信局長等。
- 4月30日，感化院規則發布。
- 5月1日，公立盲啞學校規則公布。
- 5月5日，臺灣酒類專賣令公布。
- 5月6日，海岸防砂造林用種苗，無償下付規則發布。
- 5月12日，臺灣酒精令公布。
- 5月13日，平和博覽會第二回臺灣デ一 大人形展覽，日本皇后親臨。
- 5月14日，臺灣總督府史料編纂，委員會規則制定。
- 5月15日，原新竹州知事常吉德壽轉任臺中州知事，原事務官梅谷光貞轉任新竹州知事。
- 5月19日，田健治郎總督至臺灣鑛業株式會社視察。
- 5月21日，臺灣新聞社長山移定政仙逝，在台從事通譯官及辯護士二十餘年。
- 5月22日，臺灣水利組合令施行。
- 5月25日，日本陸軍耐熱飛行自本日起於屏東飛行場舉行，臺灣軍司令官福田雅太郎蒞臨。
- 6月24日，總務長官賀來佐賀太郎至文山郡木柵茶園視察。
- 6月24日，私立學校規則發布。
- 6月28日，總督府圖書館規則發布，原大正四年發布之同規則廢止。
- 7月1日，臺灣酒類專賣令正式施行，臺灣即進入了酒類專賣時代。
- 7月10日，高等商業學校教授遠藤壽三奉命前往英國與德國，任在留研究員一年。
- 7月24日，史料編纂委員會於臺灣總督府開設。
- 7月30日，殖產局舉辦家庭工業品展覽會，自本日起於臺北植物園商品陳列館舉行。
- 8月2日，汕頭遭颱風侵襲嚴重受創，臺灣各新聞社舉辦災害救恤義捐金募集。
- 8月4日，訴願審查委員會於總督府舉行。
- 8月11日，臺灣市場規則發布。
- 8月15日，陸軍每日午砲發射之慣習，自今日起廢止。
- 8月29日，臺灣官設鐵道建設規程發布。
- 8月30日，圓山動物園大慘案，園內飼養之錦蛇將鄰室的猩猩吞了。
- 9月2日，臺灣北部地震，壓死者一名，許多家屋倒塌。
- 9月26日，萬華驛發生貨物列車衝撞，三名輕重傷。
- 9月28日，臺北大橋頭渡船場發生渡船翻覆，乘客25名失蹤。
- 9月28日，台東暴風雨造成眾多房屋倒塌。
- 9月30日，諸取締規則移管，宿屋取締規則等十三件，移管予地方州廳。

### 大正十二年（1923年）
- 由鳥居信平團隊規劃的二峰圳完工[12]。
- 4月16日至27日，日本攝政皇太子裕仁到台灣參觀訪問。
- 8月22日，警察航空班舉行臺北屏東間郵便飛行試飛，三機雁行出發，第一機上午6時27分自臺北練兵場離陸，同日上午8時33分於屏東飛行場著陸。
- 9月6日，內田嘉吉出任第九任臺灣總督。
- 12月8日，檢察官松井榮堯（日语：松井栄尭）任臺南州知事，原知事吉岡荒造轉任專賣局長。
- 12月10日，花蓮港街大火，住家一百六十餘戶燒毀。
- 12月14日，總督府事務官豐田勝藏（日语：豊田勝蔵）轉任高等學校校長。
- 12月16日，治警事件，許多台籍菁英遭到政府警檢逮捕、傳訊以及起訴。

### 大正十三年（1924年）
- 9月1日，伊澤多喜男出任第十任臺灣總督。
- 7月19日，台灣總督府高雄州警務路武德會支部高雄市武德殿興建落成。

### 大正十五年（1926年）
- 7月16日，上山滿之進出任第十一任臺灣總督。
- 7月30日，任命台灣籍李讚生為台北州海山郡守，是台灣籍人士的第一位郡守，李讚生係京都帝國大學經濟系學士，研究部畢業。
- 12月25日，大正天皇駕崩。

## 昭和時期

### 昭和元年（1926年）
- 9月，簡吉與趙港、楊逵等創組臺灣農民組合，並親任中央常務委員；該組合為臺灣日治時期組織最為完整的農民運動團體。
- 12月25日，昭和天皇即位成為第124代天皇。

### 昭和二年（1927年）
7月10日，蔣渭水成立台灣民眾黨。

### 昭和三年（1928年）
- 3月17日，臺北帝國大學建校，為臺灣史上第一所大學。
- 6月16日，川村竹治出任第十二任臺灣總督。

### 昭和四年（1929年）
- 1月8日，臺灣阿片令施行規則改正，9日開始執行。
- 7月30日，石塚英藏出任第十三任臺灣總督。

### 昭和五年（1930年）
- 3月2日，連橫於日本人御用報紙《台灣日日新報》，發表〈臺灣阿片特許問題〉:「故臺灣人之吸食阿片，為勤勞也，非懶惰也；為進取也，非退守也！ …… 我先民之得盡力開墾，前茅後勁，再接再厲，以造成今日之基礎者，非受阿片之效乎？」。[13]
- 10月27日，莫那魯道帶領原住民襲擊霧社分室，霧社事件爆發，警察官及其家屬共134人遭到屠殺。

### 昭和六年（1931年）
- 1月16日，太田政弘出任第十四任臺灣總督。
- 8月5日，「臺灣新文化運動之父」蔣渭水因為傷寒病逝於臺北醫院。
- 8月21日，嘉義農林棒球隊奪下日本第17回全國中等學校優勝野球大會的亞軍，創下台灣野球隊伍參賽的最佳成績。
- 8月23日，蔣渭水的大眾葬典禮於臺北永樂町舉行。

### 昭和七年（1932年）
- 3月2日，南弘出任第十五任臺灣總督。
- 5月26日，中川健藏出任第十六任臺灣總督。
- 7月31日，張星賢代表大日本帝國參加洛杉磯奧運會，成為首位參與奧運的臺灣選手，同時也是首位參與奧運的華人。

### 昭和八年（1933年）
- 5月3日，水飢饉，岡山郡的五分子、新厝子、舊港口三個部落因為大乾旱，陷入無水可喝的慘境。
- 5月16日，水道斷水，因大乾旱斗六街瀕臨斷水危機。
- 9月28日，彰化八卦山溫泉場，舉行落成式。
- 10月2日，台北市乞食收容所愛愛寮，設立財團法人認可。

### 昭和九年（1934年）
- 8月11日起近10天，高慈美、陳泗治、林秋錦、江文也、柯明珠、高約拿、林澄沐等臺灣音樂家於臺北、新竹、臺中、彰化、嘉義、臺南、高雄巡迴7場音樂演出。[14][15]

### 昭和十年（1935年）
- 4月21日，新竹-台中地震。清晨6時芮氏規模7.1的地震發生，震央位於今台中市北北東三十公里的大安溪中游，新竹州及台中州(今新竹縣市,苗栗縣及台中市)傷亡嚴重。

### 昭和十一年（1936年）
- 9月2日，小林躋造出任第十七任臺灣總督，以「皇民化、工業化、南進基地化」三原則統治台灣。
- 10月10日，第二代臺南武德殿竣工。

### 昭和十二年（1937年）
- 7月7日 中日戰爭爆發
- 8月16日，第二代台中刑務所演武場落成。

### 昭和十三年（1938年）
- 4月1日，松山編入臺北市的行政區。
- 4月27日，后里牧場舉行落成儀式，乃臺灣產馬的中樞。
- 5月19日，臺灣總督府交通局鐵道部所屬宜蘭旅行社俱樂部募集龜山島遊覽團，從大溪漁港赴龜山島觀光，中途翻船，除船長、船員兩人還有二十七名旅客中只有四人得救，罹難者包括廖瓊枝的母親[16]。
- 5月28日，臺東敷島村舉行開村式，新屯墾移民59戶入住。
- 5月31日，北斗郡鹿島村舉行入村式，新屯墾移民200名入住。
- 6月6日，屏東下淡水溪治水工事，舉行竣工式，治水工事自昭和2年起工，歷時10年共完成81公里的大護岸。

### 昭和十四年（1939年）
- 7月3日，川口四郎在豆腐岬採集樣本，為世界最早發現珊瑚產卵的紀錄[17]。
- 7月13日，嘉義高等女學校（今嘉義女中）十三位女學生在三條崙海水浴場溺死[18]。
- 8月，卑南族初鹿社馬智禮來到布農族紅葉部落，共同宣誓締結和平，結束兩族一百多年的戰事[19]。

### 昭和十五年（1940年）
- 11月27日，長谷川清出任第十八任臺灣總督。

### 昭和十六年（1941年）
- 楊基銓任臺北州宜蘭郡役所地方理事官(七等九級郡守)。[20]

### 昭和十八年（1943年）
- 1月8日，臺語流行歌手劉清香因為肺癆逝世。
- 4月1日，設置國民學校，開始實施六年制義務教育。
- 11月25日，美軍首次空襲臺灣（新竹州）。

### 昭和十九年（1944年）
- 12月30日，安藤利吉出任第十九任臺灣總督，是為台灣日治時期的末代總督。

### 昭和二十年（1945年）
- 5月31日，臺北大空襲，駐菲律賓蘇比克灣的美國第5航空隊派出4支航空大隊共117架B-24轟炸機出動轟炸臺北市，當日約三千多人遭美軍炸死。
- 8月15日，日本宣布願意投降後，梅津美治郎在停泊於東京灣的密蘇里號戰艦上簽屬《降伏文書》，自此正式宣告日本願意無條件投降，

## 後續歷史事件

### 昭和27年（1952年）
- 1952年
  - 4月28日：《舊金山和約》正式生效
  - 4月28日：中華民國與日本國簽署《台北和約》

## 台灣各時期歷史年表
- 荷治台灣歷史年表
- 西治台灣歷史年表
- 明鄭台灣歷史年表
- 清治台灣歷史年表
- 日治台灣歷史年表
- 戰後台灣歷史年表
- 中華民國歷史年表